# Kvilda
Kvilda (německy Außergefild) je obec na území Národního parku Šumava, v okrese Prachatice, 16 km jihozápadně od Vimperka. S nadmořskou výškou 1065 m se podle polohy obecního úřadu, pošty a kostela jedná o nejvýše položenou obec v Česku. Nachází se 5 km od pramenů Teplé Vltavy, v místech, kde do ní zleva ústí Kvildský potok. Území obce leží na česko-německé státní hranici. Na turistické stezce Bučina – Finsterau je určené místo pro přechod do Německa. Žije zde 123 obyvatel.

## Historie

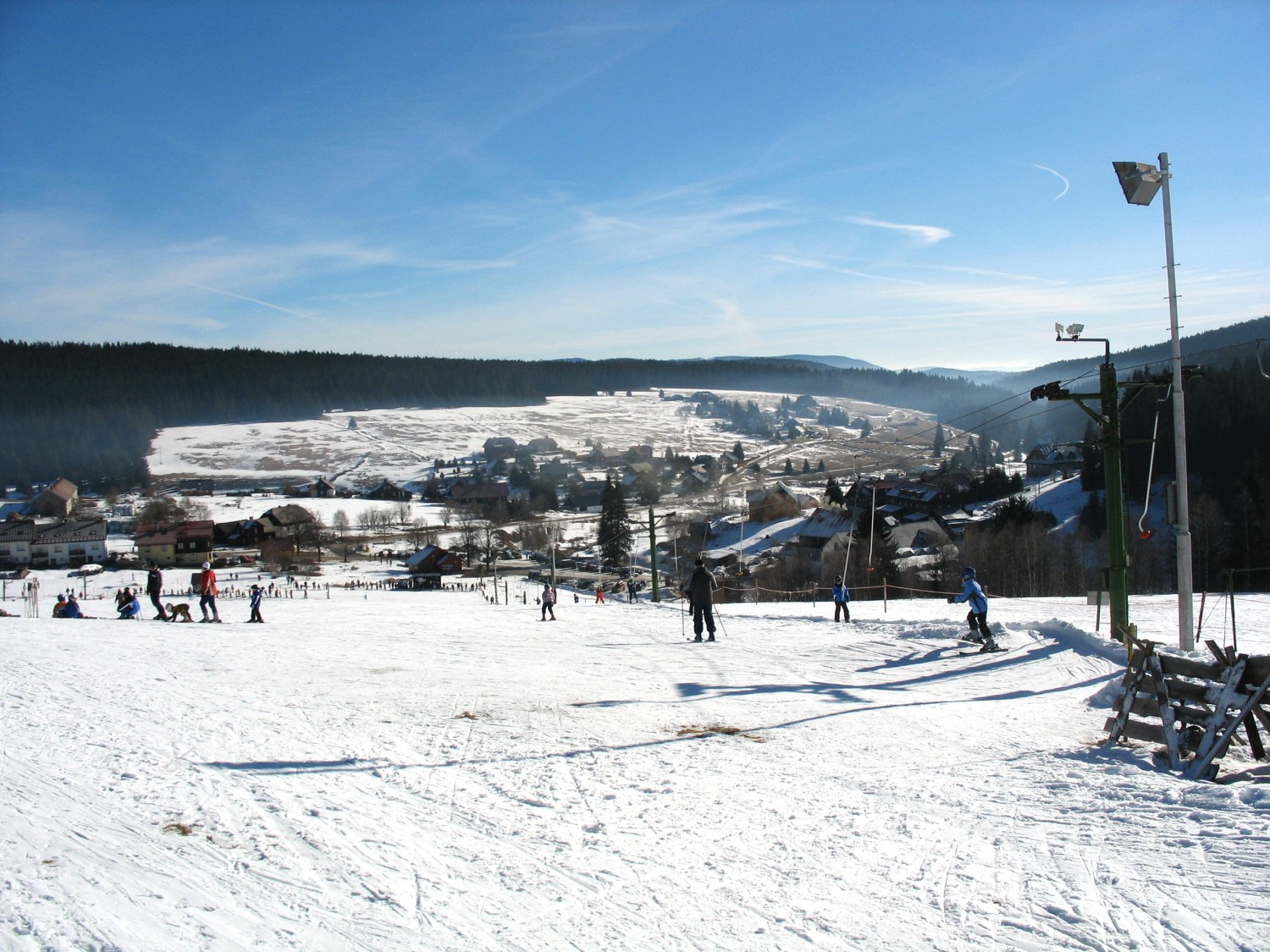
Sjezdovky u Kvildy

### Vznik názvu a počátky osidlování
První dřevaři se v této lokalitě usazovali od konce 15. nebo začátkem 16. století. Je však možné, že hledači zlata se zde (alespoň sezónně) usazovali již dříve. Název Kvilda v souvislosti s pojmenováním zdejšího lesního hvozdu je však doložen už v roce 1345. Nejpravděpodobněji vesnici založili osadníci v 16. století, neboť vůbec první písemná zmínka o Kvildě (jako o trvale osídlené obci) pochází z roku 1569. Koncem 18. století zde i v okolí Kvildy začínaly vznikat hamry a sklárny. Dalšími impulsy k rozvoji Kvildy byly větrné a po nich následující kůrovcové kalamity, které se zde odehrály ve druhé polovině 19. století.

### První polovina 20. století
V roce 1938 Kvilda byla v důsledku uzavření Mnichovské dohody přičleněna k Německé říši (žilo zde 1128 obyvatel).

### Po druhé světové válce
Historické události v první polovině 20. století zásadním způsobem přitlumily rozvoj obce. Celou situaci ještě zhoršil i odsun velké většiny místních obyvatel po skončení druhé světové války  a následný vznik pohraničního pásma.

### Po sametové revoluci
Zrušení střeženého pohraničního pásma a volný pohyb obyvatelstva i na bavorskou stranu Německa po sametové revoluci (po roce 1989) akceleroval rozvoj obce. V roce 1994 byla v Kvildě definitivně ukončena existence dvoutřídní základní školy. Od roku 2015 zažívá obec nebývale bouřlivý vývoj. Kvilda je především celoročním turistickým centrem s řadou penzionů i soukromých chalup sloužících k zimní i letní rekreaci.

## Přírodní poměry
Katastrální výměra Kvildy činí 45,17 km². Na západě katastr obce sousedí s katastrem obce Modrava, na severozápadě je sousední obcí Horská Kvilda, na východě Nové Hutě a Borová Lada a na jihu je sousedním územím Národní park Bavorský les.
V kvildském správním území, které celé náleží do národního parku Šumava, je vyhlášeno celkem pět maloplošných zvláště chráněných území; poblíž silnice mezi Kvildou a Horskou Kvildou leží Jezerní slať a dále jsou to: Kvilda – Pod políčky, Olšinka, Tetřevská slať a Vltavské stráně. Přírodní památka Pramen Vltavy byla roku 2017 zrušena.
Nejvýše položeným bodem území obce je vrchol Černé hory (1316 m), z šumavských třináctistovek leží na kvildském katastru ještě Stráž. Naopak nejníže položeným bodem obce je hladina Teplé Vltavy pod Františkovem s 947 m.

### Kvildské tisícovky
Kvilda leží uprostřed šumavských plání. Okolí Kvildy lemuje kruh hor. Součástí obce je severozápadně situovaná hora Lapka (1172 m) na jejímž (k obci přivráceném) svahu je lyžařská sjezdovka. Západ Kvildy střeží vrch Tetřev (1260 m) (místními obyvateli je využíván k předpovídání počasí: „je-li jeho hlava v mrací, srážky Kvildu neminou“) a jihozápadně Čertův vrch (1245 m). Na jihu se zdvihají dvě příhraniční třináctistovky: Černá hora (1316 m) (v jejím vrchovišti pramení řeka Vltava) a Stráž (1308 m) a jedenáctistovka Gabreta (1149 m). Jihovýchodu dominuje mohutný Stolový hřbet s párem dvanáctistovek: Stolovou horou (1256 m) a Vysokým stolcem (1252 m), na který plynule navazuje o sto metrů nižší Stanová hora (1160 m). Kruh na severovýchodě uzavírá vrch Orel (1181 m).

### Meteorologická měření na Kvildsku
Od ledna roku 1999 spolupracuje informační středisko Národního parku Šumava s Českým hydrometeorologickým ústavem v Českých Budějovicích. Měření se zde ale prováděla již během druhé světové války. Po odsunu německého obyvatelstva v něm pokračoval od roku 1946 pan Emanuel Sláma s chotí. Stejně jako v předchozích letech se zaznamenávají denní úhrny srážek a celková výška sněhové pokrývky. Jednou týdně se eviduje i vodní hodnota celkové sněhové pokrývky. Kromě toho provádí od roku 1985 na Jezerní slati pan Antonín Vojvodík měření denních teplot. 

### Přehled vybraných údajů na Kvildsku
Teplotní údaje jsou porovnávané v rozmezí let 1986 až 2010, srážkové údaje jsou porovnávány v rozmezí let 1961 až 2010, průměrný roční úhrn srážek je určován za léta 1981 až 2010 a průměrné hodnoty mrazových a ledových dnů  pak za roky 1990 až 2010.
- Průměrná teplota na Jezerní slati činí 2 °C;[14]
- minimální denní teplota -41,6 °C byla naměřena dne 30. ledna 1987 na Jezerní slati;[14]
- maximální denní teplota 31,3 °C byla naměřena v červenci roku 2005 na Jezerní slati;[14]
- roční maximální úhrn srážek činil 1538 mm v roce 1995 na Kvildě;[14]
- roční minimální úhrn srážek činil 700 mm v roce 1971 na Kvildě;[14]
- průměrný roční úhrn srážek na Kvildě byl 1165 mm;[14]
- denní maximální úhrn srážek byl zaznamenán dne 15. června 1969 na Kvildě (hodnota 103 mm);[14]
- maximální výška sněhu 225 cm byla zjištěna na Kvildě v březnu roku 1988;[14]
- průměrný počet mrazových dnů na Horské Kvildě byl 224.[14]

## Pamětihodnosti

### Kostel svatého Štěpána
Uprostřed vesnice stojí kamenný novogotický kostel sv. Štěpána, vybudovaný v letech 1892–1894. Podobně jako mnohé šumavské chalupy je kamenné zdivo kostela obloženo šindelem, aby bylo lépe chráněno před nepřízní zdejšího počasí. Šindelem byl rovněž obložen původní dřevěný kostel z roku 1765, zasvěcený Nalezení těla svatého Štěpána. Tento kostel byl však spolu s dalšími 18 domy a místní školou zničen velkým požárem v roce 1889.

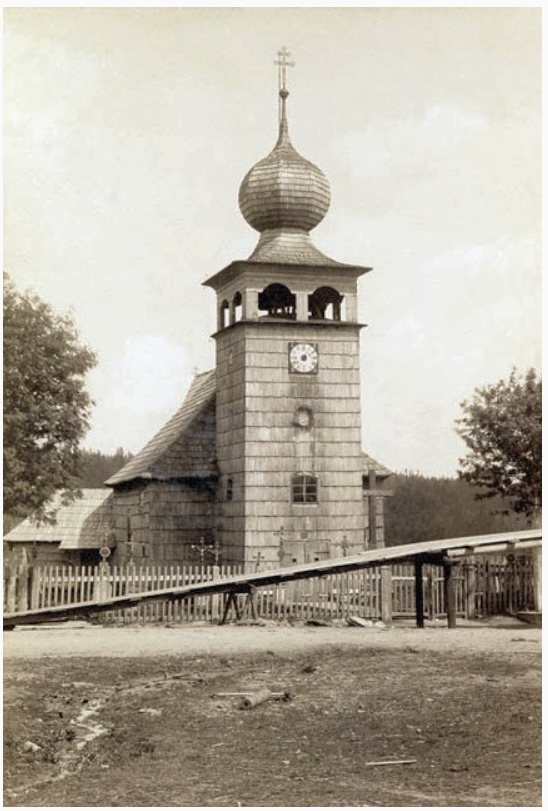
Kostel sv. Štěpána na kabinetní fotografii M. Kopeckého (kolem roku 1885)
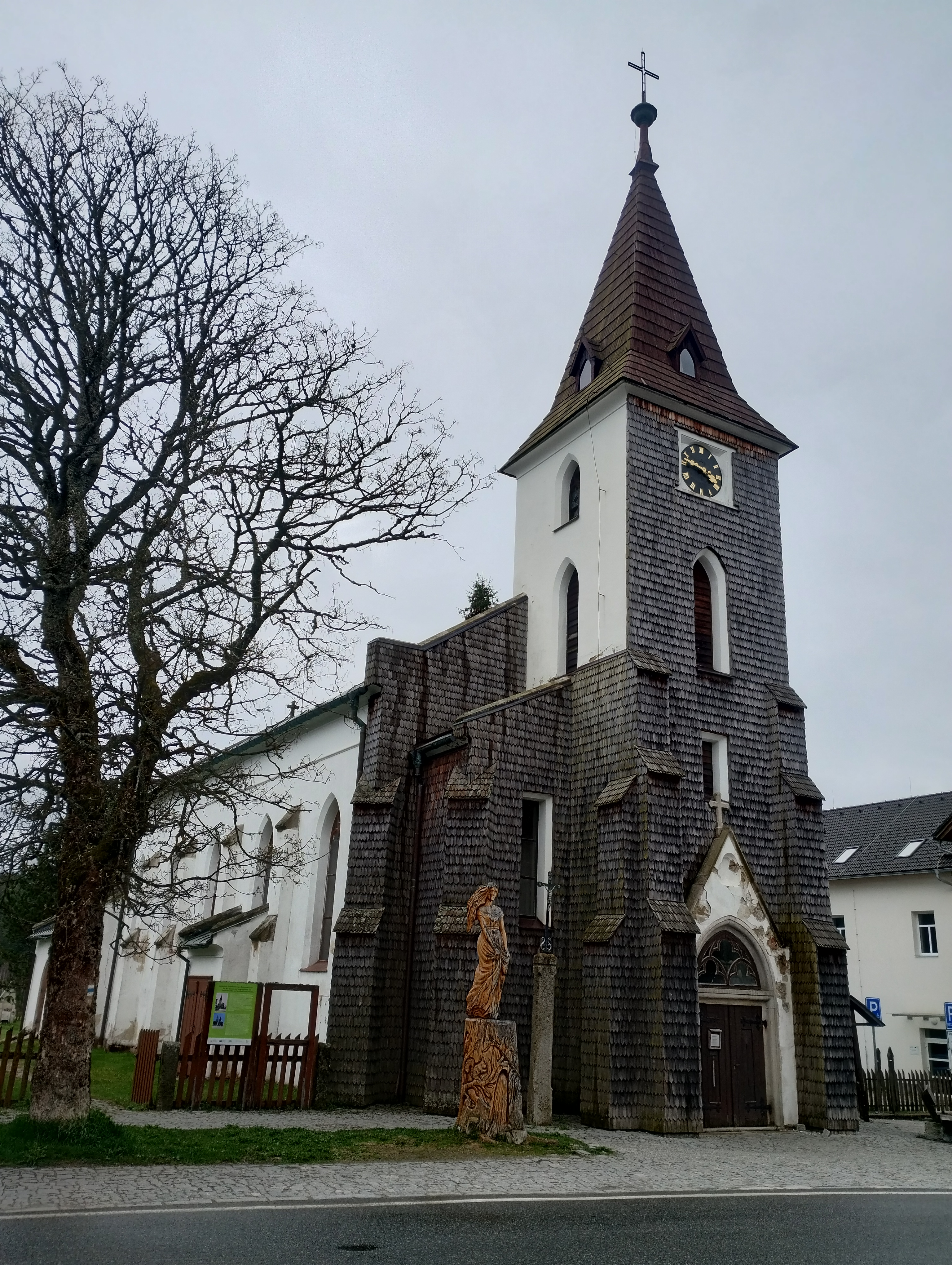
Kostel sv. Štěpána (2025)
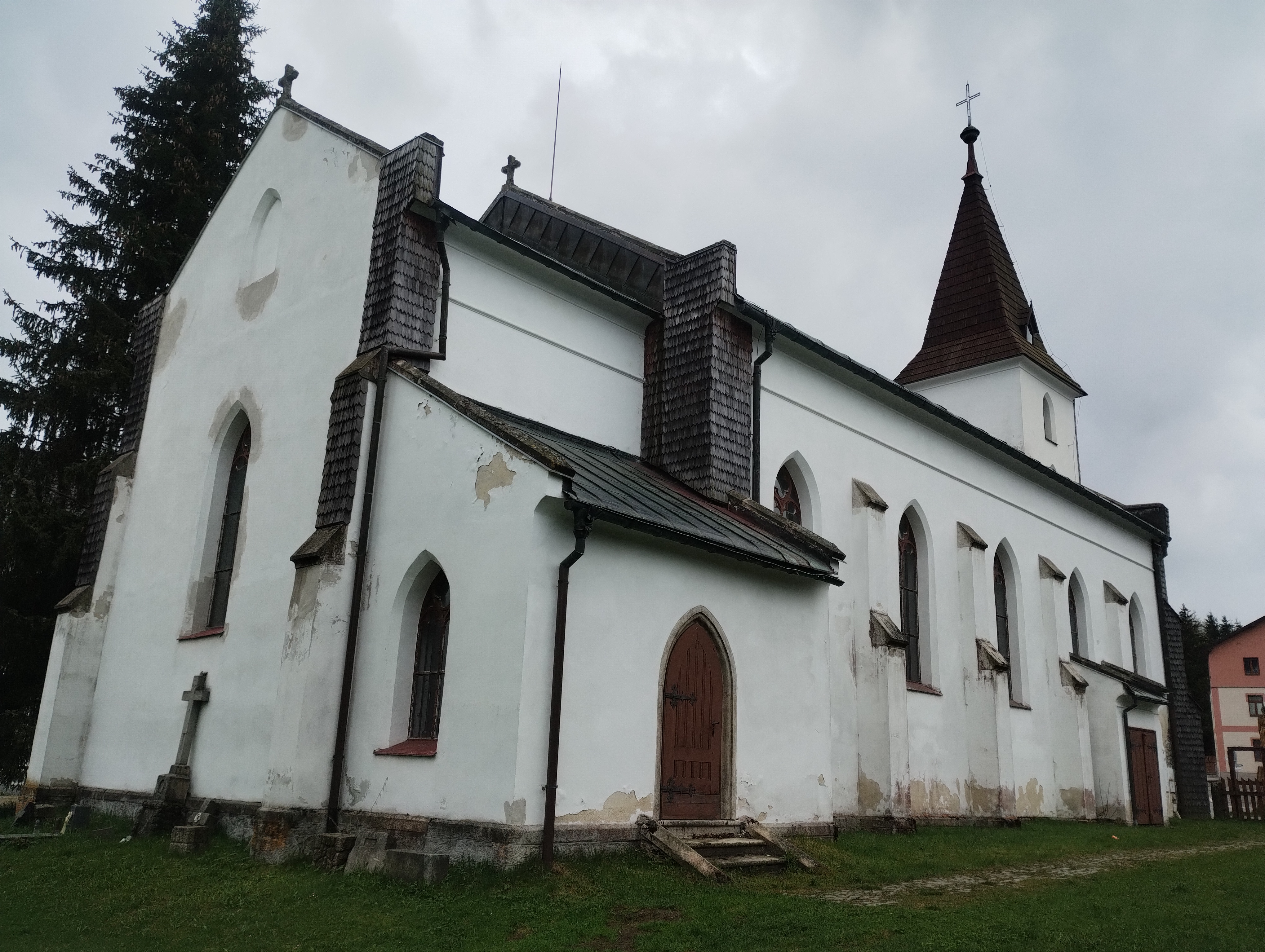
Kostel sv. Štěpána, pohled od hřbitova (2025)

### Hřbitov a jeho historie
Zároveň s původním kostelem byl na přilehlém prostranství zřízen i hřbitov. Profese veterinárního lékaře přiváděla MVDr. Ivana Prokopa (* 1943) často na Kvildu. V roce 1974 v této lokalitě pořídil sérii fotografií kvildského hřbitova ještě před rozhodnutím o jeho likvidaci. V roce 1976 byl z rozhodnutí tehdejších úřadů tento historický hřbitov odsouzen k zániku a v roce 1978 pak zcela zlikvidován. Kovové kříže a další části hrobů byly prodány do sběrných surovin, náhrobní kameny byly odvezeny do nepřístupného pohraničního pásma v prostoru Hraběcí Huti. Až na jaře roku 2004 byly tyto náhrobky přivezeny zpět do Kvildy a opět složeny v areálu bývalého hřbitova. V roce 2008 zde vzniklo pietní místo a byl zde instalován pomník. Již několik let usilují obyvatelé Kvildy o obnovení hřbitova.

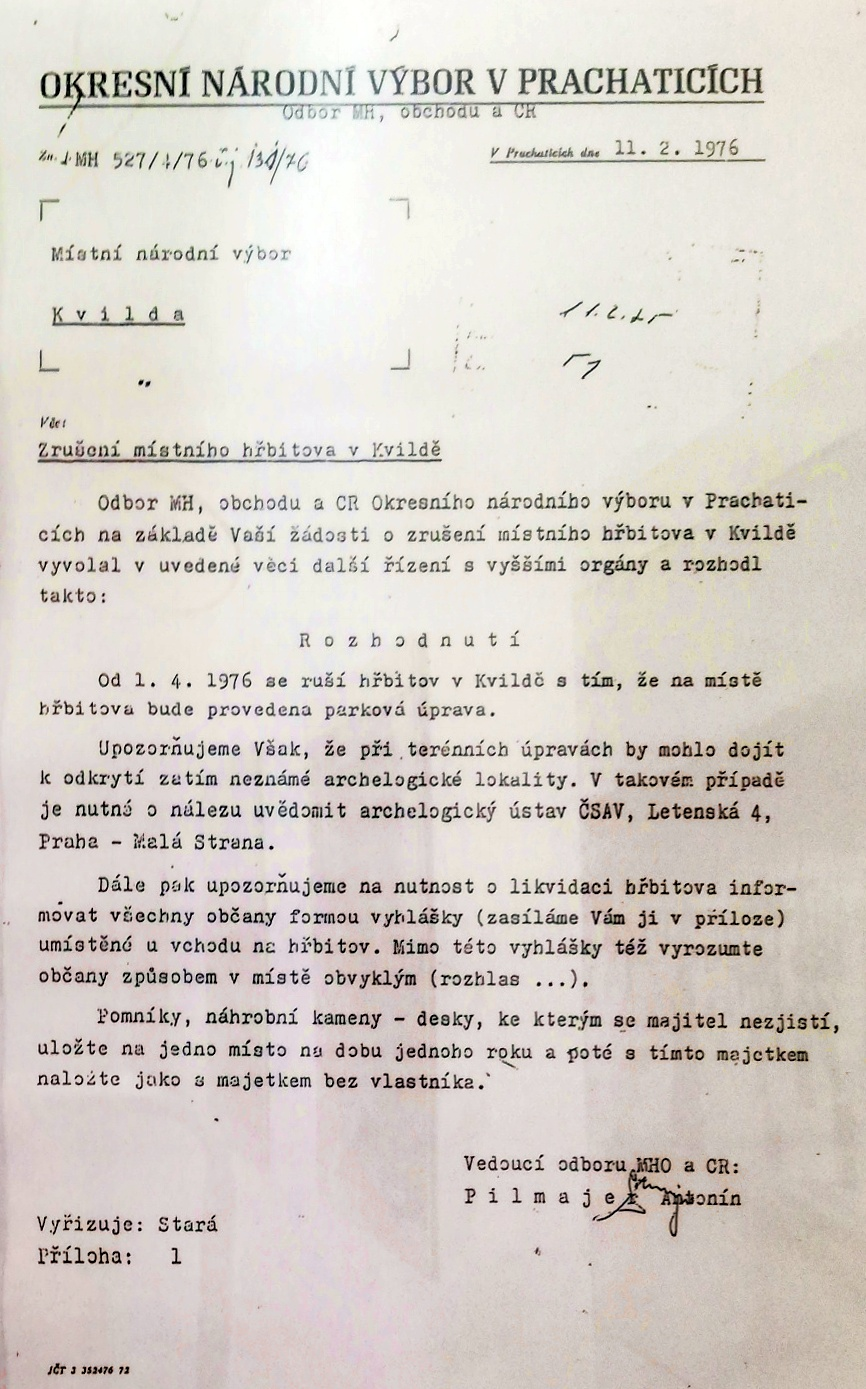
Rozhodnutí o zrušení hřbitova ve Kvildě v roce 1976
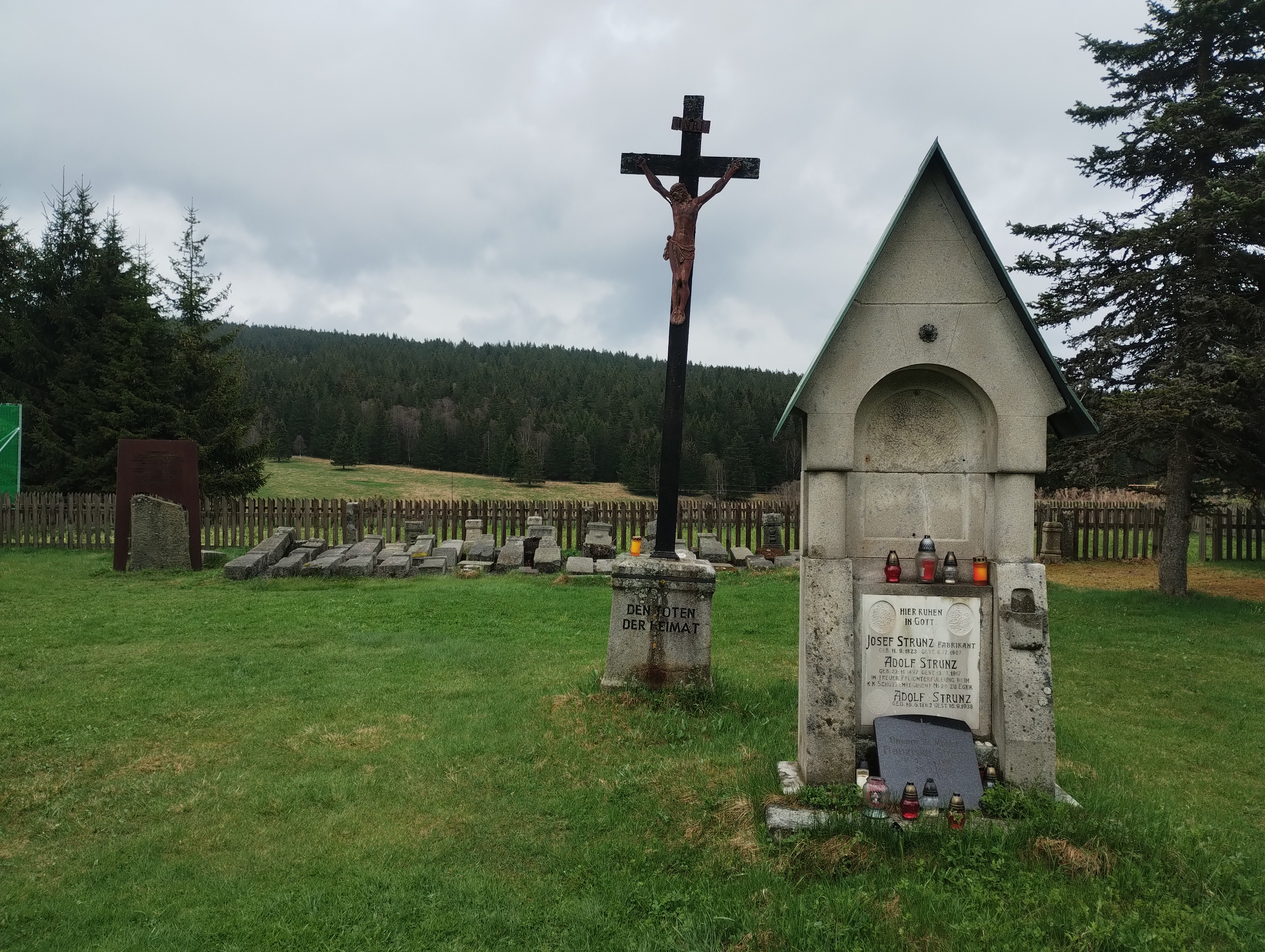
Pohled na hřbitov, v popředí hrob šumavského podnikatele Josefa Strunze (1823–1907), někdejšího majitele Strunzovy pily
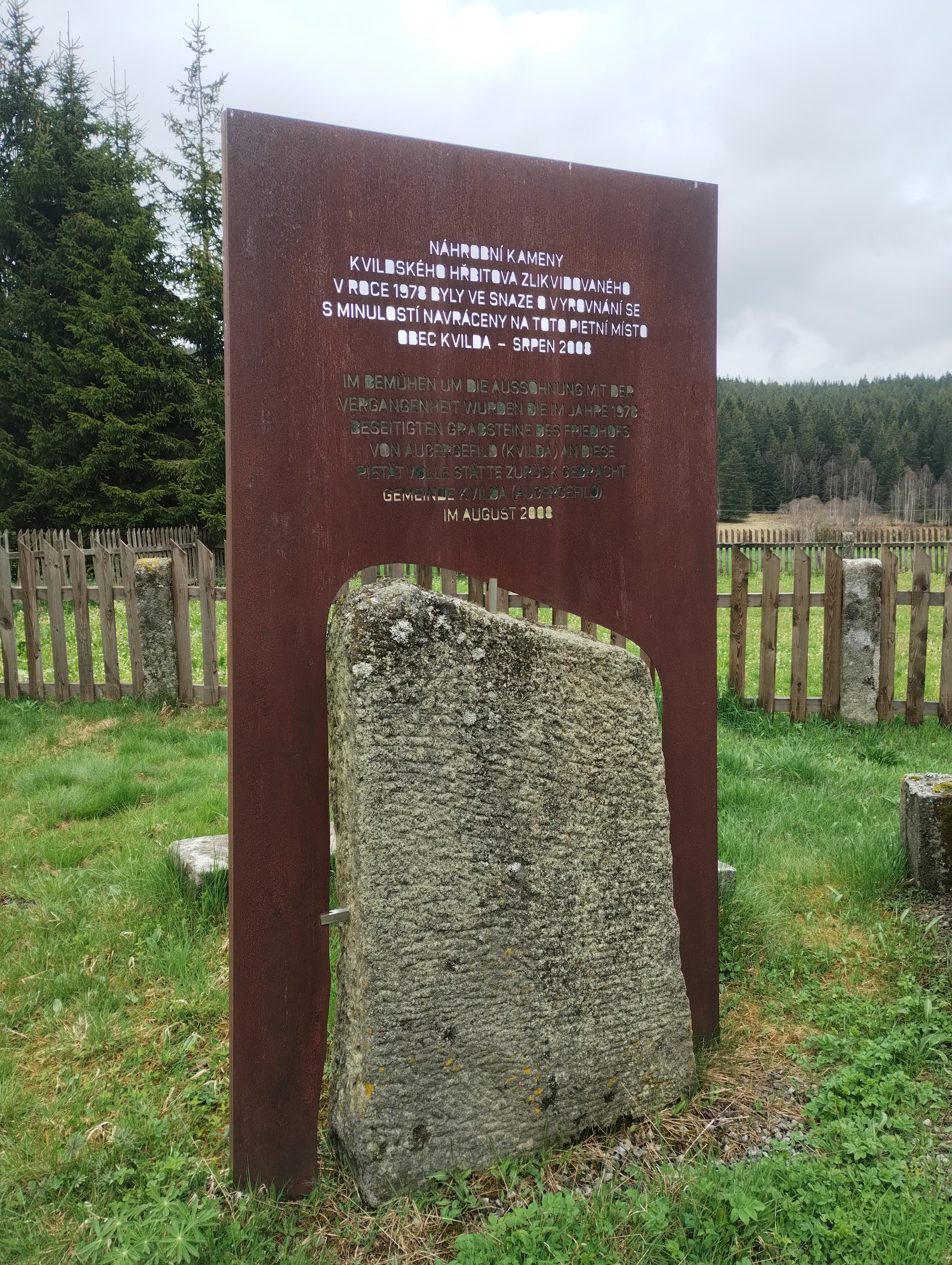
Pomník instalovaný na hřbitov v roce 2008
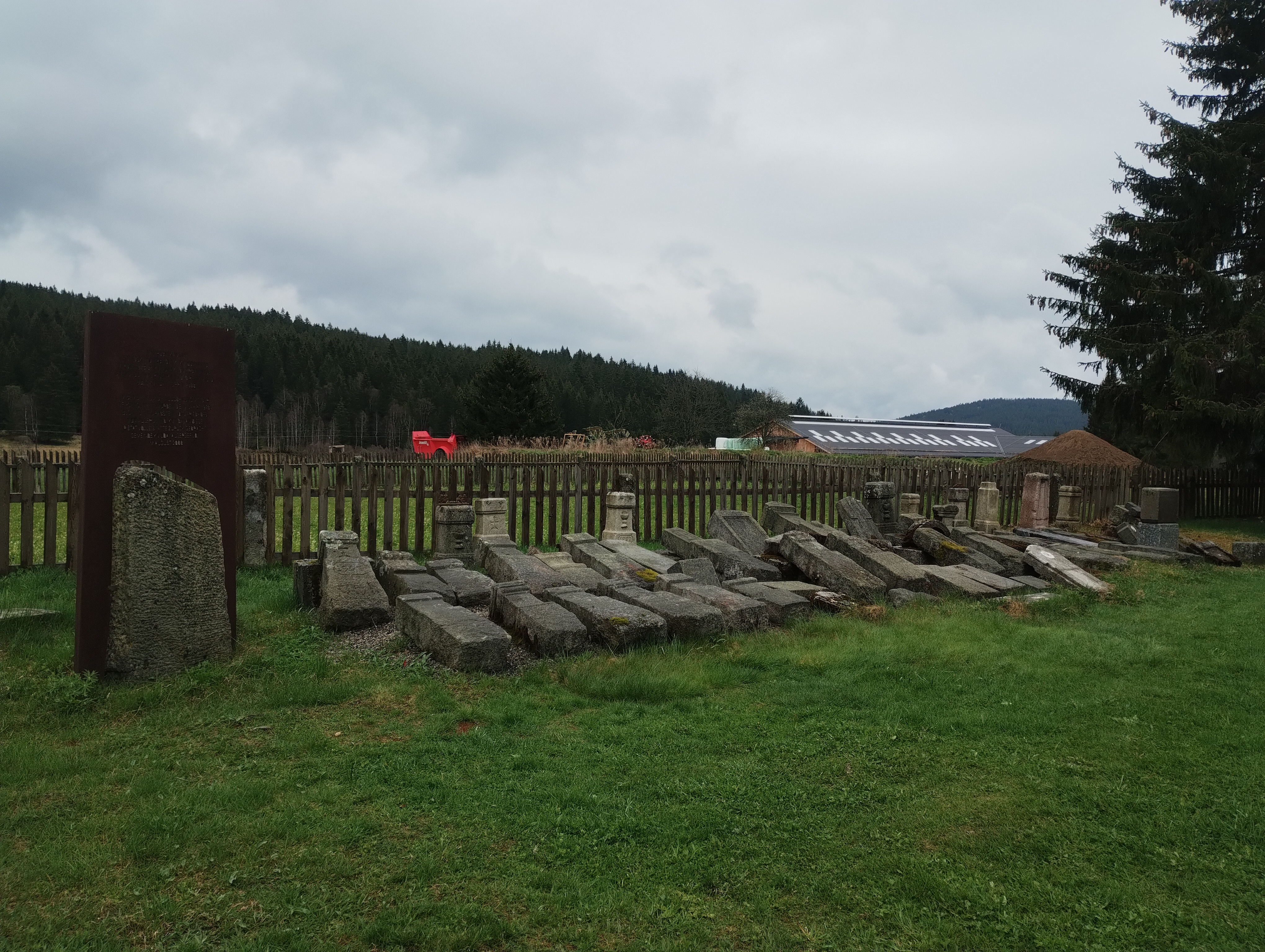
Kvildksý hřbitov v roce 2025

### Sklárny a jejich historie
Zřízení prvních sklářských hutí mělo pro šumavskou krajinu kolem Kvildy zásadní důsledky. Byli to řemeslně zdatní skláři a zcestovalí, světaznalí obchodníci, kteří objevili potenciál nevyužitých pustin Šumavy: lesy plné dřeva, horniny bohaté na křemen a horské potoky celoročně oplývající vodou.
- V roce 1796 byla na západním svahu Stolové hory (1256 m) založena Tobiasem Rafaelem Adlerem Tobiášova huť. Huť produkovala duté sklo; zaměstnávala dvojici malířů skla a jednoho brusiče a její výrobky byly určeny převážně na export.[18]
- V roce 1801 byla na levém břehu Lesního potoka (pravostranný přítok Teplé Vltavy) založena Františkem hrabětem ze Sickingenu (v katastru Kvildy nazvaném Hraběcí Huť) sklárna označovaná jako „Graffenhütte am der Moldau“ (Hraběcí Huť nad Vltavou). Huť produkovala broušené zrcadlové sklo a také duté sklo.[18]
- Další sklárna byla založena v roce 1802 v údolí na levém břehu horního toku Vltavy tehdejším majitelem panství Velký Zdíkov Františkem hrabětem ze Sickingenu. Sklářská huť se jmenovala „Biertopfhütte“ (sklárna U Pivního hrnce) podle skalního útvaru zvaného Pivní hrnec u obchodní stezky.[19] Sklárna produkovala jak tabulové, tak i duté sklo a páteříky. Majitel panství hrabě Franz Thun-Hohenstein v roce 1852 na místě této sklárny nebo v jejím blízkém okolí vystavěl novou sklářskou huť. Ta se po něm jmenovala „Franzenshütte“ a z názvu sklárny pak pochází i jméno „Franzenstahl“, dnes Františkov – část obce Kvilda.[18][19]

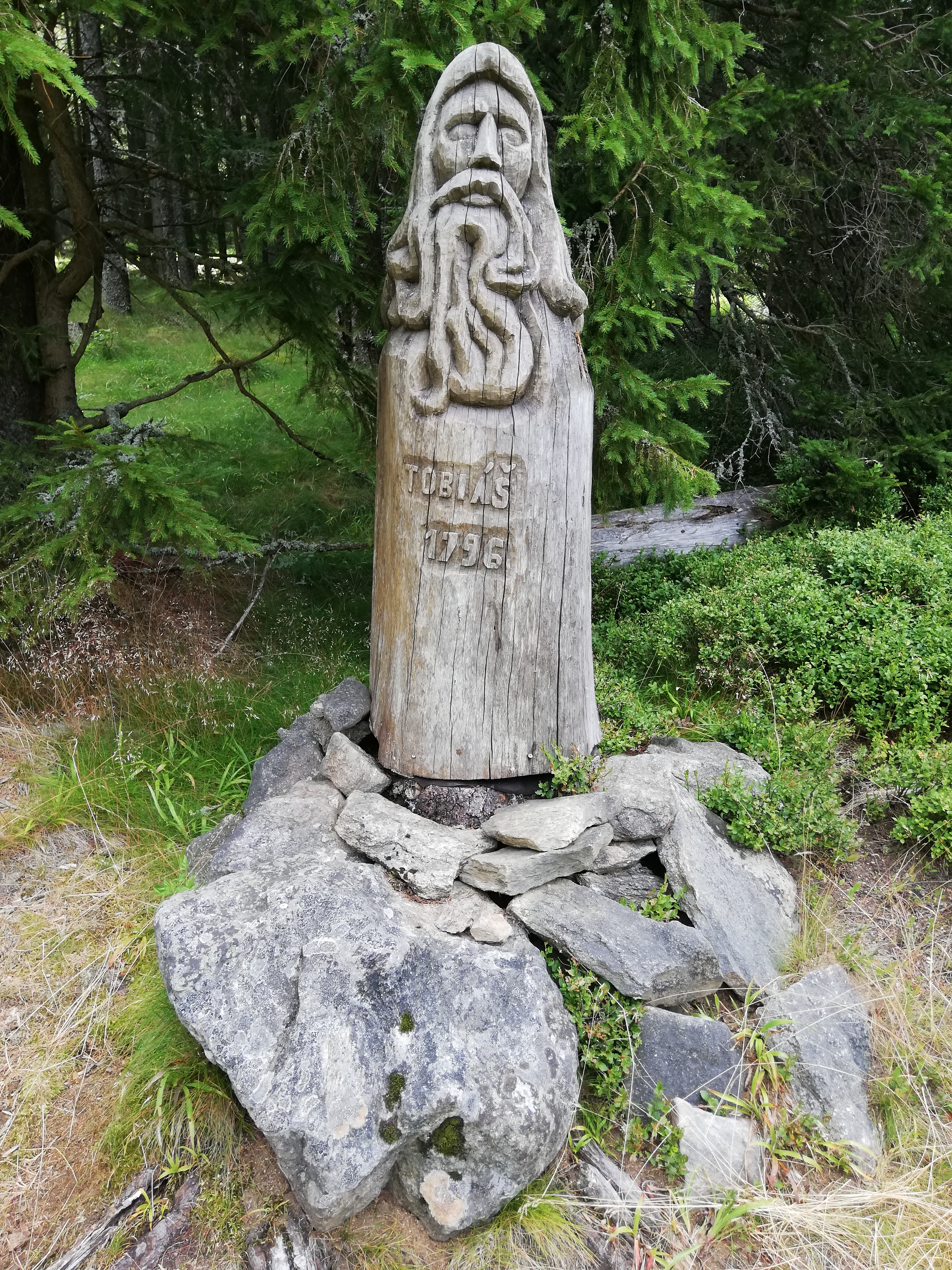
Dřevěná vyřezávaná socha na lesní mýtině v místech Tobiášovy sklářské huti
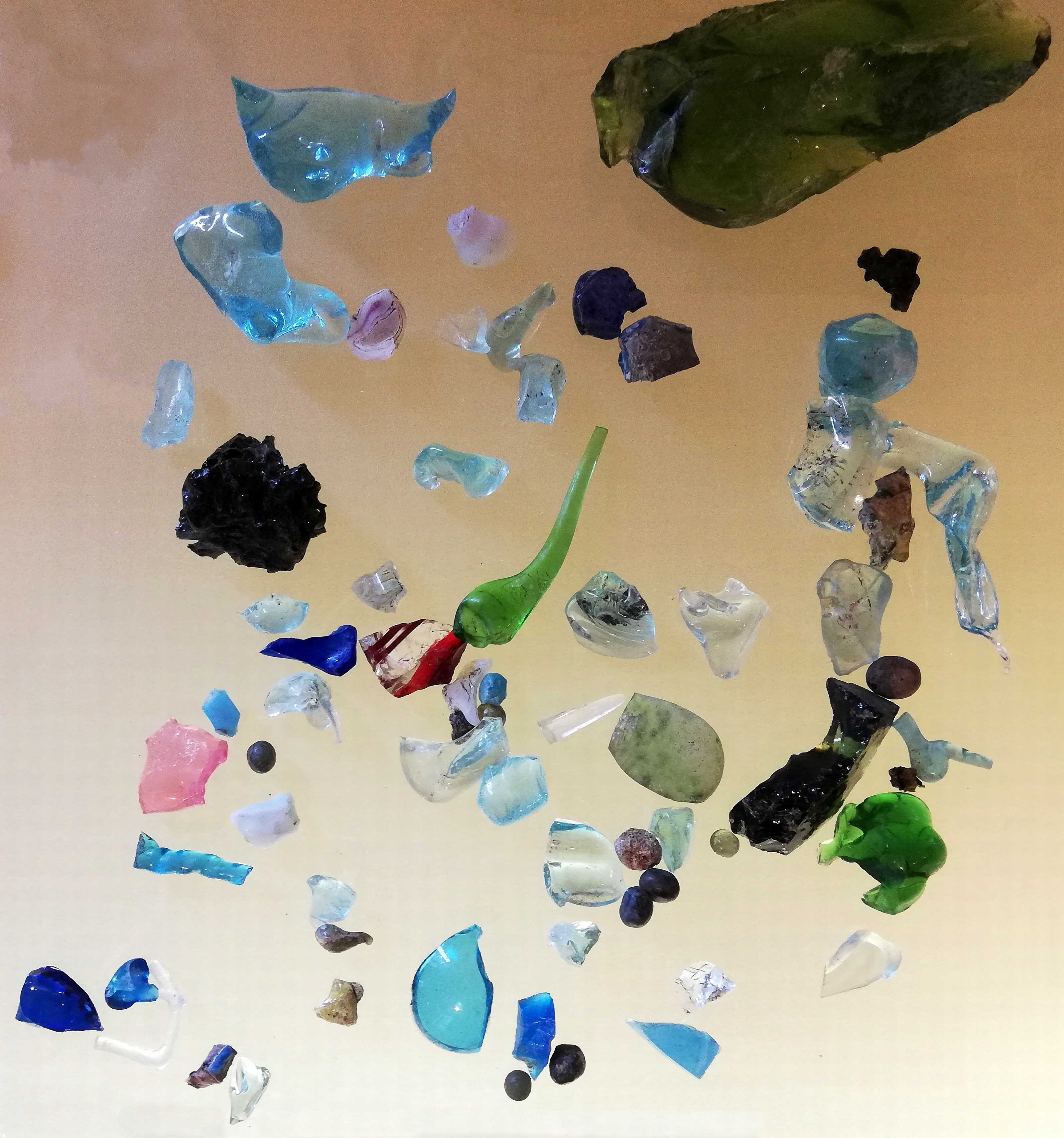
Odstřihy skla nalezené na místě zaniklé „Graffenhütte am der Moldau“ (Hraběcí Huti nad Vltavou)
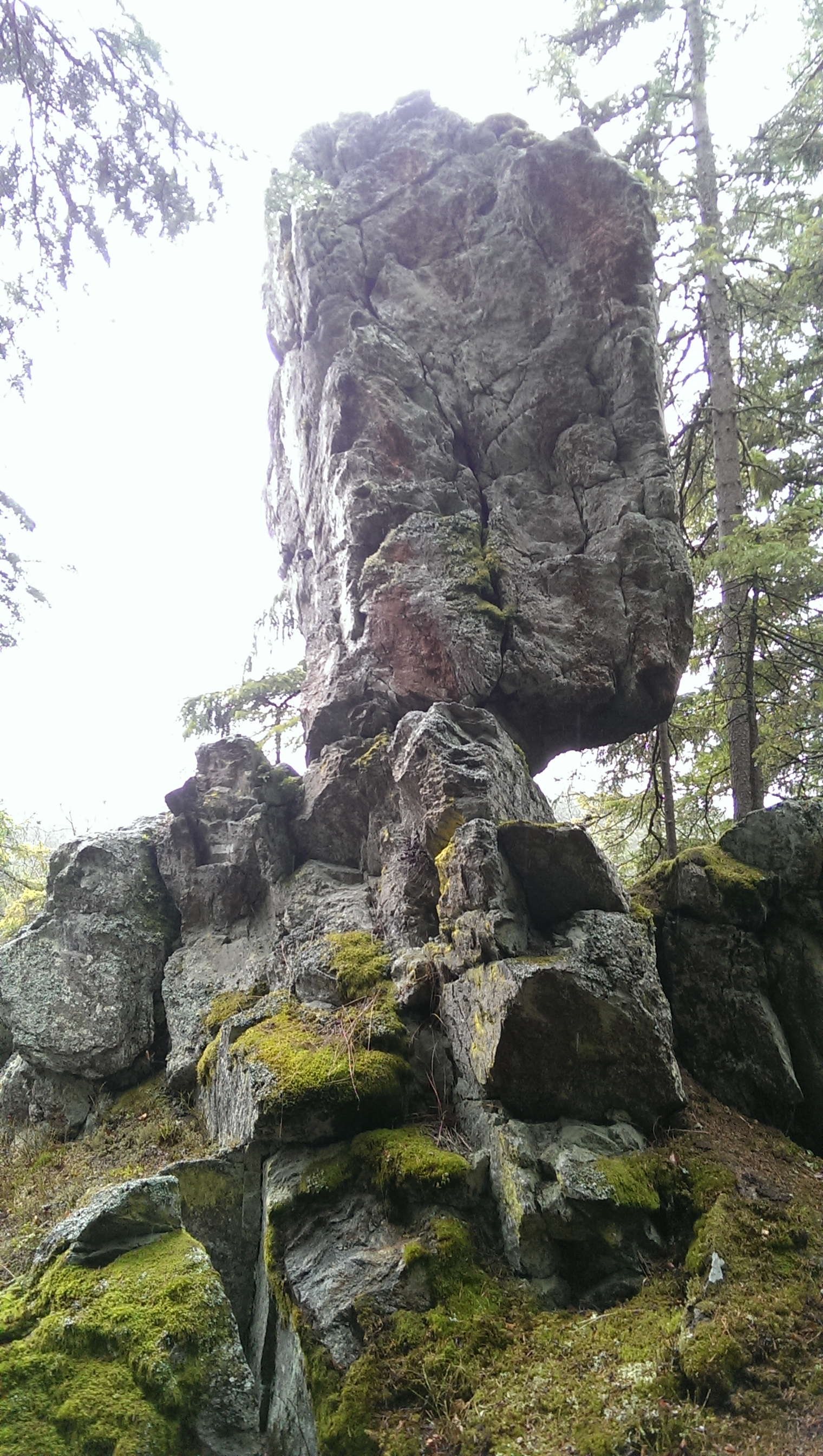
Skalní útvar zvaný Pivní hrnec
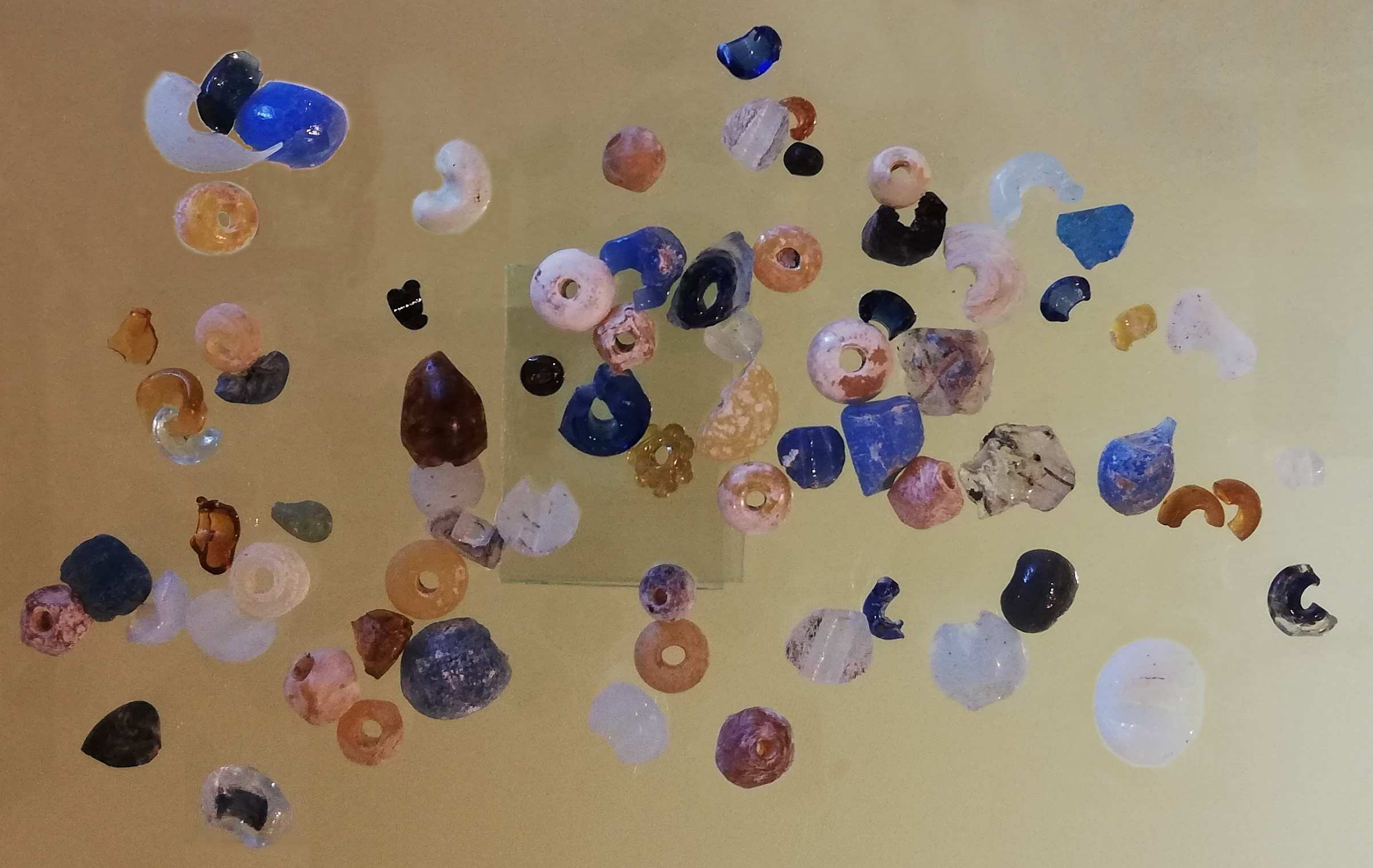
Kolekce páteříků vyráběných a nalezených v okolí Kvildy

## Obyvatelstvo

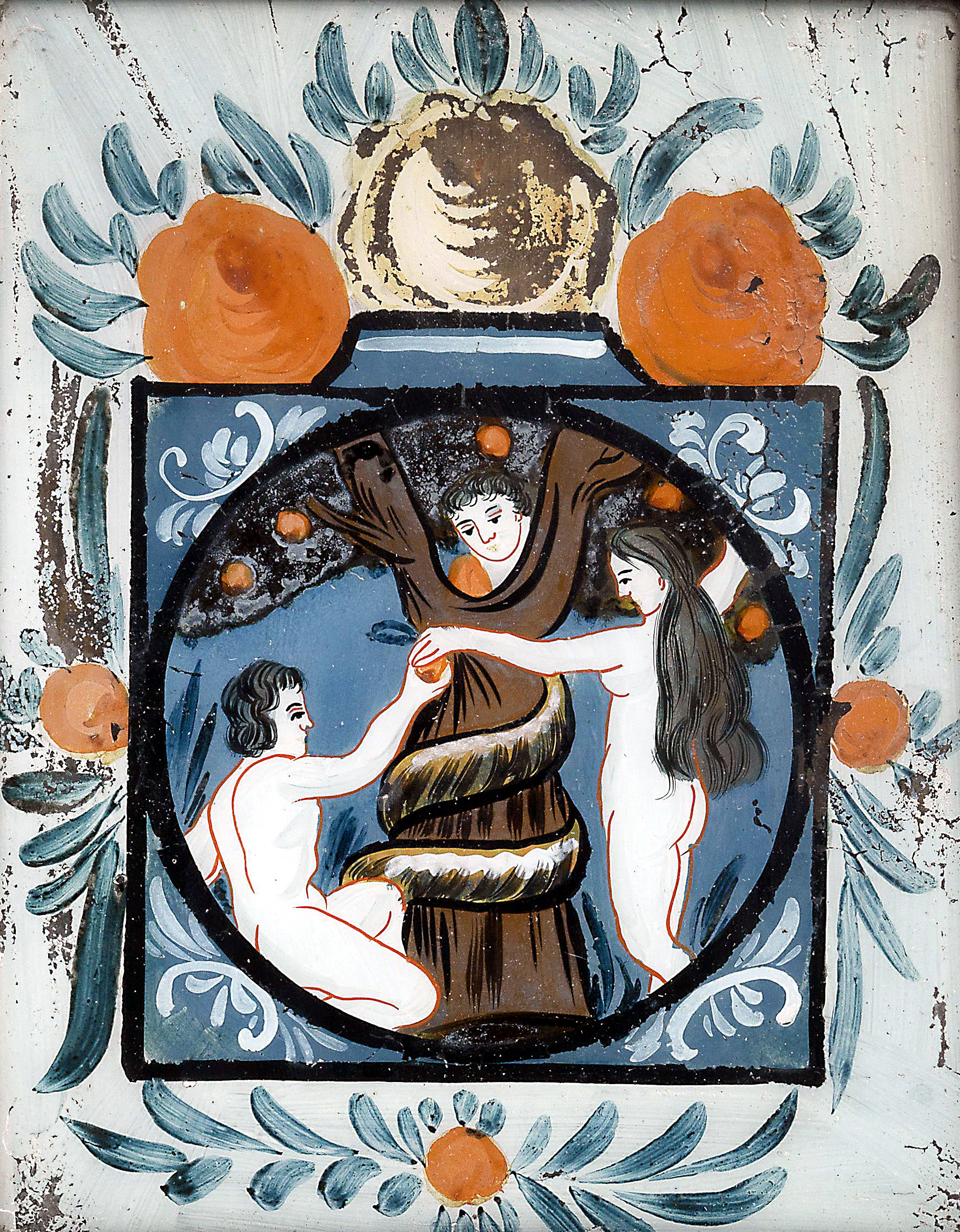
Adam a Eva v ráji. (Podmalba na skle – Kvilda, 19. století)

Jako první byla osídlena vlastní („centrální“) Kvilda. Později v souvislosti s rozvojem hamrů a skláren vznikly části obce Hamerské Domky, Svatý Jan a Hraběcí Huť. Nejmladší osídlení je v částech obce Lesní Chalupy a Vilémov. Počet místních obyvatel kulminoval ve druhé polovině 19. století a potom s několika dílčími výkyvy (v roce 1900 a v roce 1920) zvolna jejich počet klesal.
Významný pokles počtu obyvatel způsobil odsun německého obyvatelstva po skončení druhé světové války a následné nedostatečné dosídlování osadníky z vnitrozemí. To bylo příčinou úplného zániku osídlení v částech obce Hraběcí Huť a Lesní Chalupy. Až do konce 50. let dvacátého století přicházeli noví osadníci, díky nimž se počet obyvatel mírně navyšoval. Zhruba od 60. let dvacátého století ale počet obyvatel zvolna klesal. V roce 2011 byl počet obyvatel mnohem nižší než v minulosti, hustota obyvatel v okrajových částech obce byla nižší na rozdíl od středu obce Kvilda, kde byla hustota obyvatel naopak vyšší než v minulosti.

## Osobnosti
- Johann Peter (1858–1935), německý učitel, básník a spisovatel, narodil se v Bučině.
- Franz Reinisch (1903–1942), na Kvildě působící německý kněz, který byl popraven kvůli tomu, že odmítl přísahat věrnost Adolfu Hitlerovi.

## Obecní správa a politika
Obec Bučina byla 16. února 1952 připojena k obci Kvilda. K 1. lednu 1955 je obec / osada Bučina vedena jako zaniklá.

### Místní části
- Bučina
- Františkov
- Hraběcí Huť
- Kvilda
- Vydří Most

### Vilémov
Vilémov je část obce Kvilda. Nachází se na levém břehu Teplé Vltavy, v jihovýchodní části Kvildy, asi 800 metrů vzdušnou čarou od kostela svatého Štěpána (střed obce). Vilémov se rozkládá v nadmořské výšce přibližně 1050 m a je situován zhruba na jižním úpatí jedné z kvildských tisícovek (vrch Orel 1182 m). Vilémov patří k nejzachovalejším částem obce, nachází se zde tzv. hamerské domky – ukázka šumavské lidové architektury.

Pohledy na kvildské tisícovky z horního konce Vilémova
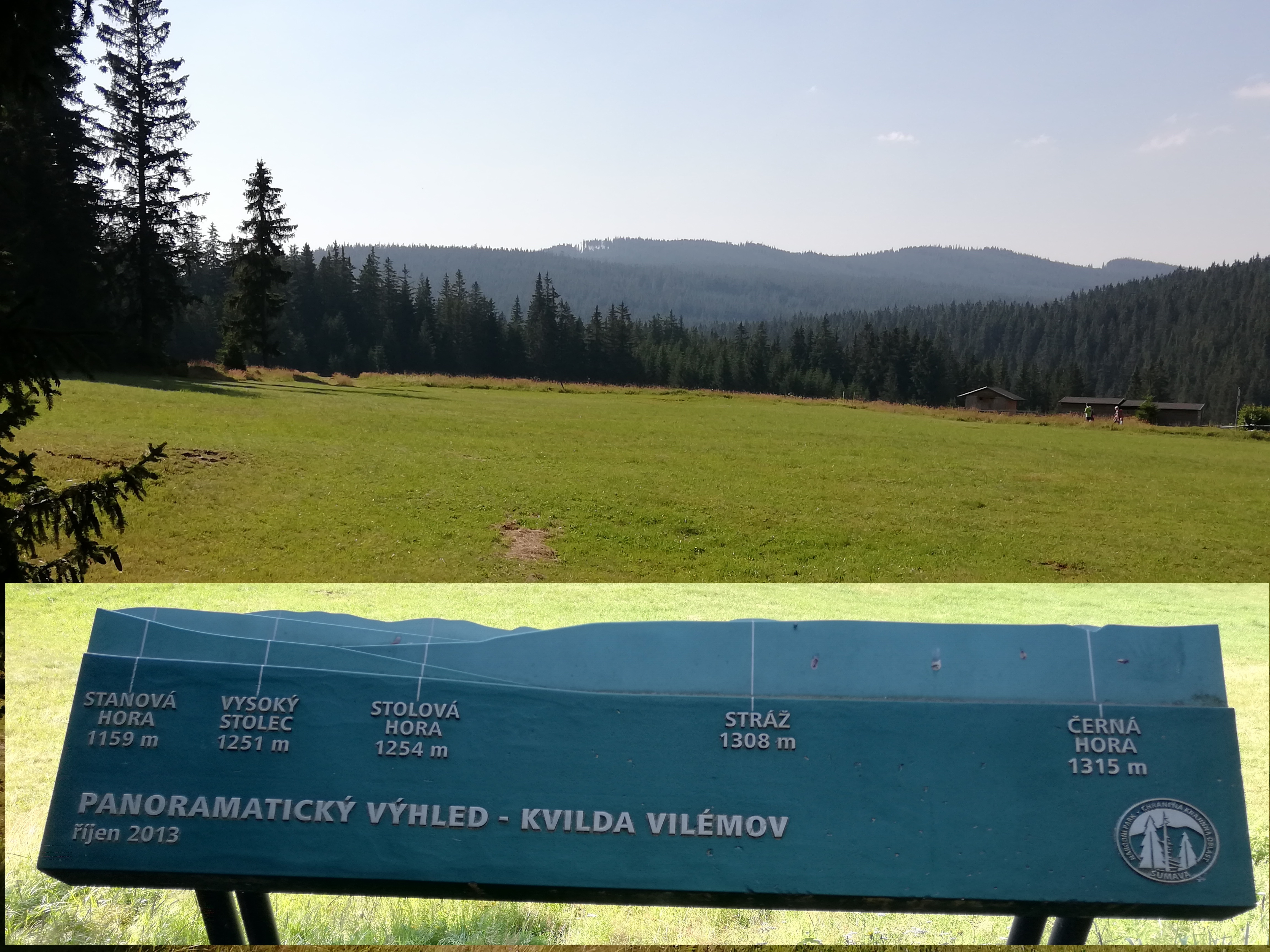
Na obzoru jsou: Stanová hora, Vysoký stolec a Stolová hora
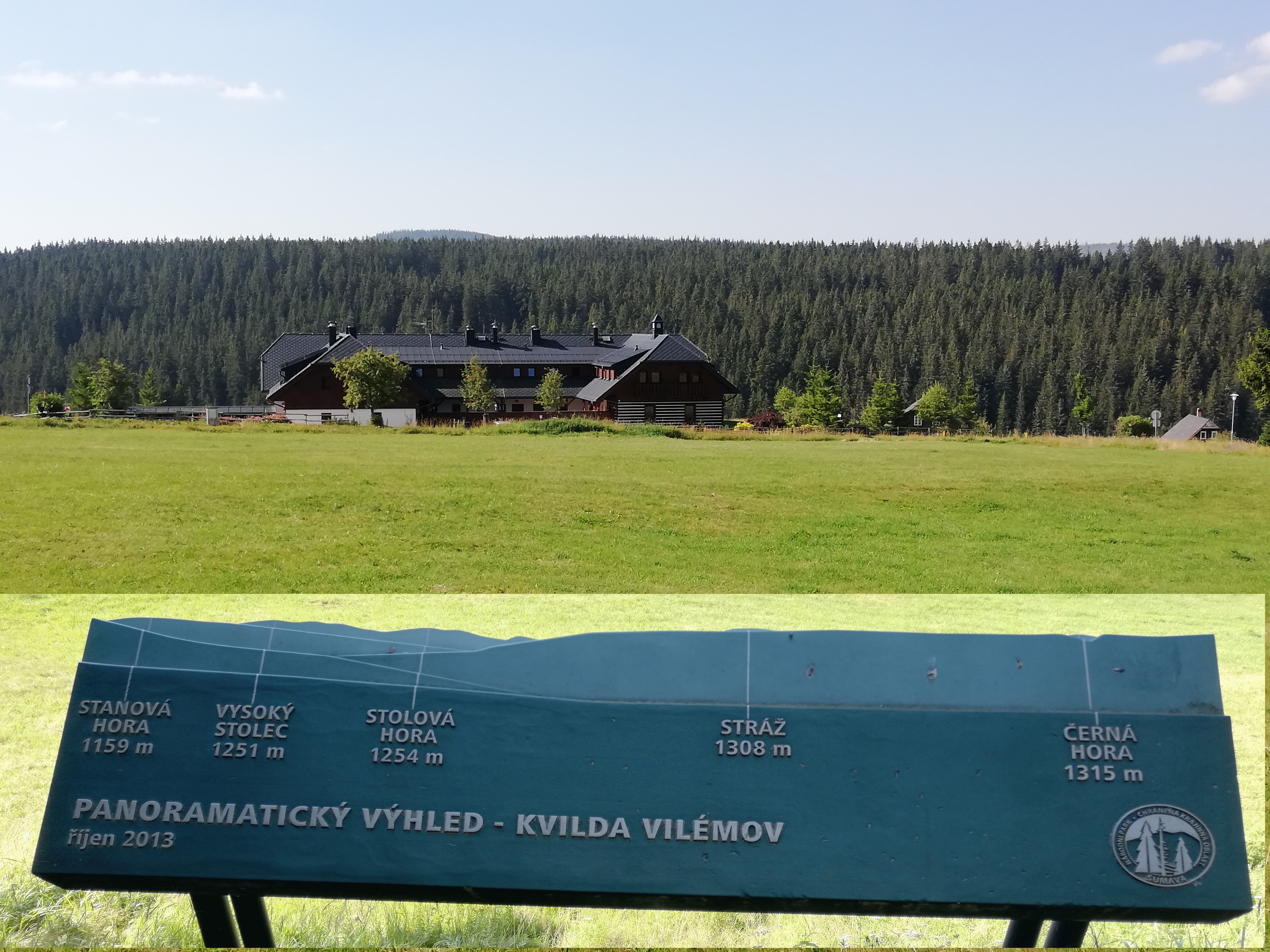
Na obzoru jsou: Stráž a Černá hora

### Hamerské Domky
Hamerské Domky je místní část vsi Kvilda. Nachází se na pravém břehu Teplé Vltavy, v jižní části Kvildy, asi 600 metrů vzdušnou čarou od kostela svatého Štěpána (střed obce). Hamerské Domky se rozkládají v nadmořské výšce přibližně 1050 m a nacházejí se v pomyslném trojúhelníku tvořeném dvěma silnicemi: silnicí Kvilda – Borová Lada a silnicí Kvilda – Bučina.

Pohledy
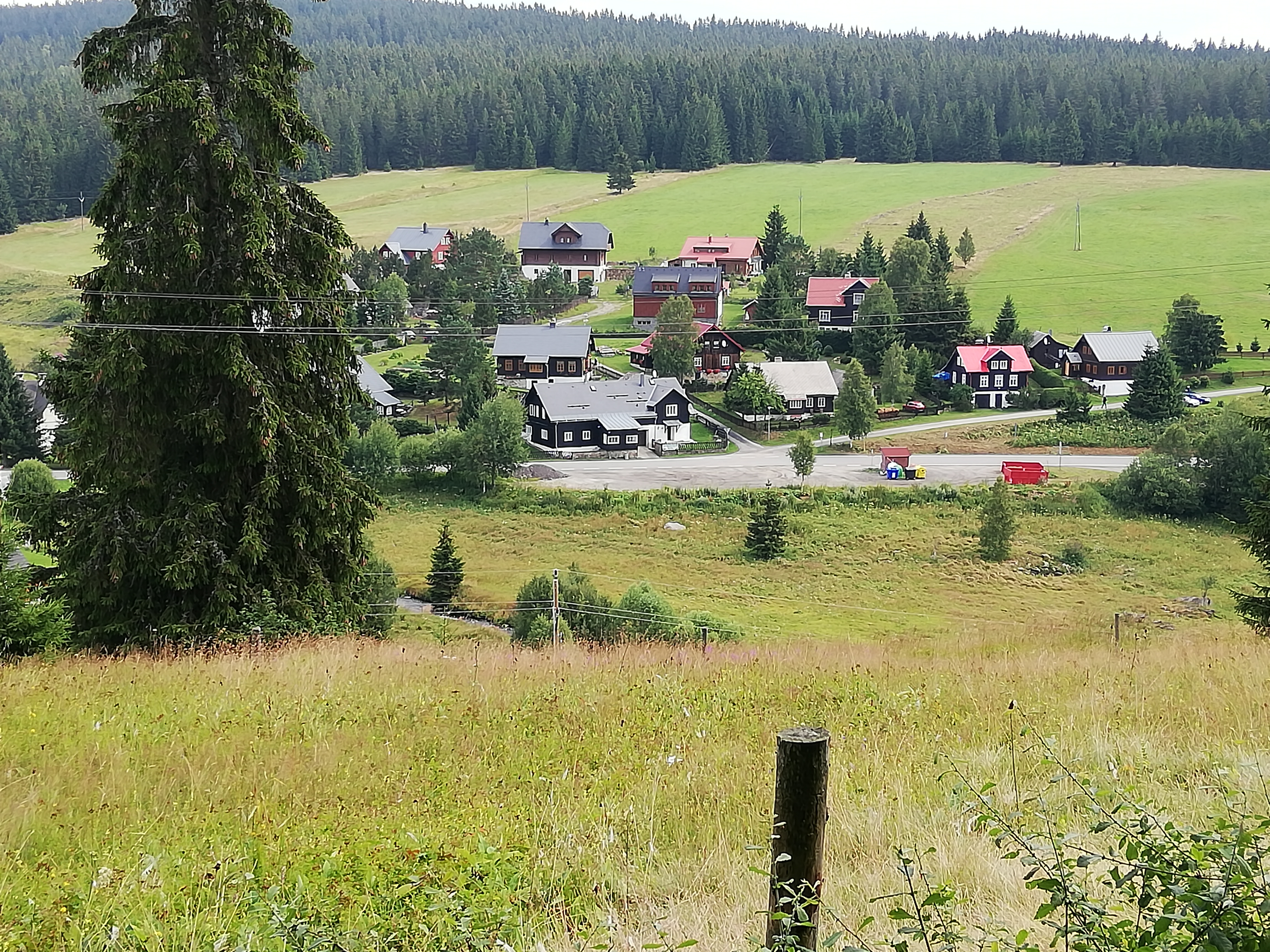
Kvilda – Vilémov (dolní část)
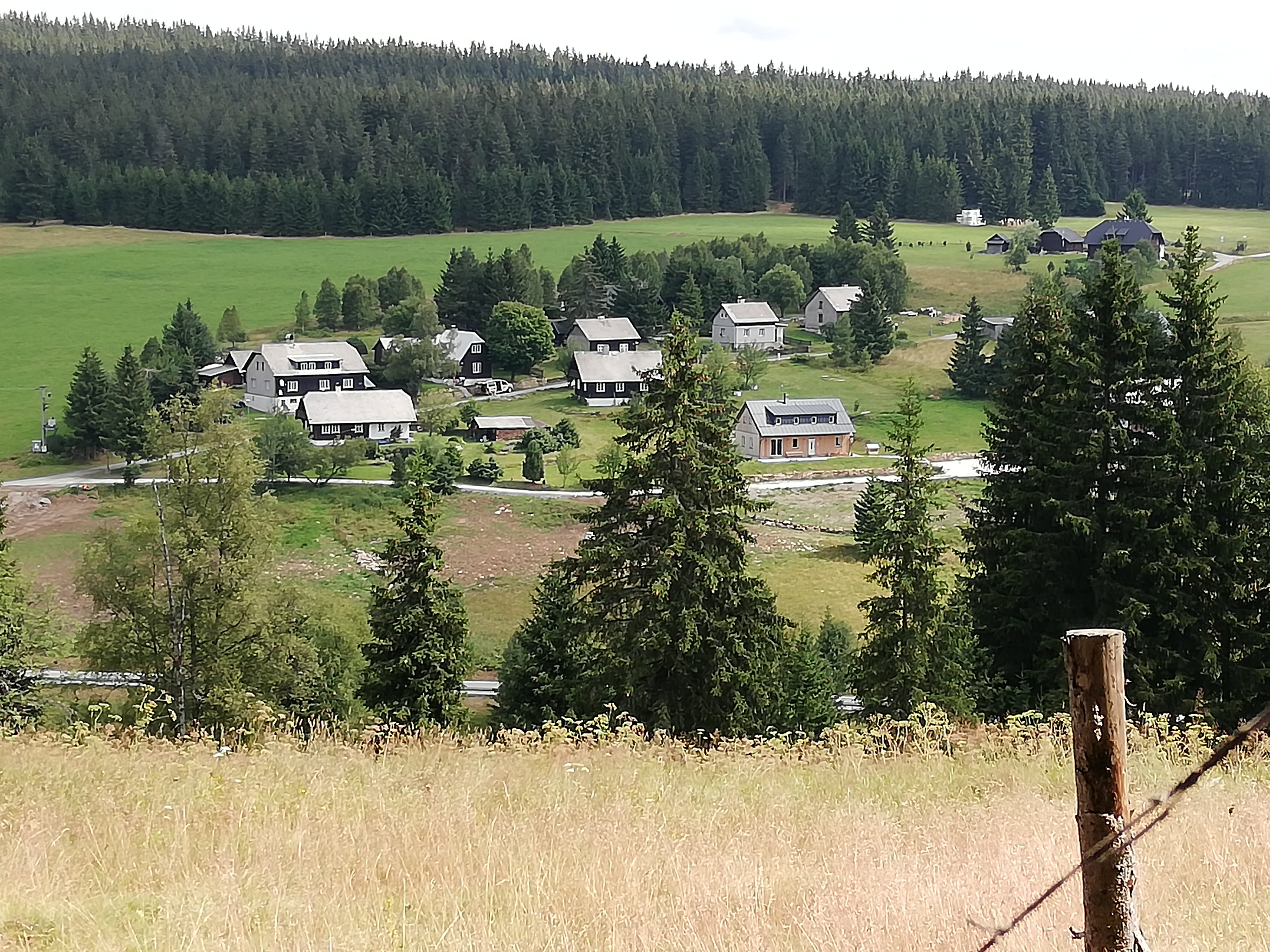
Kvilda – Vilémov (horní část)
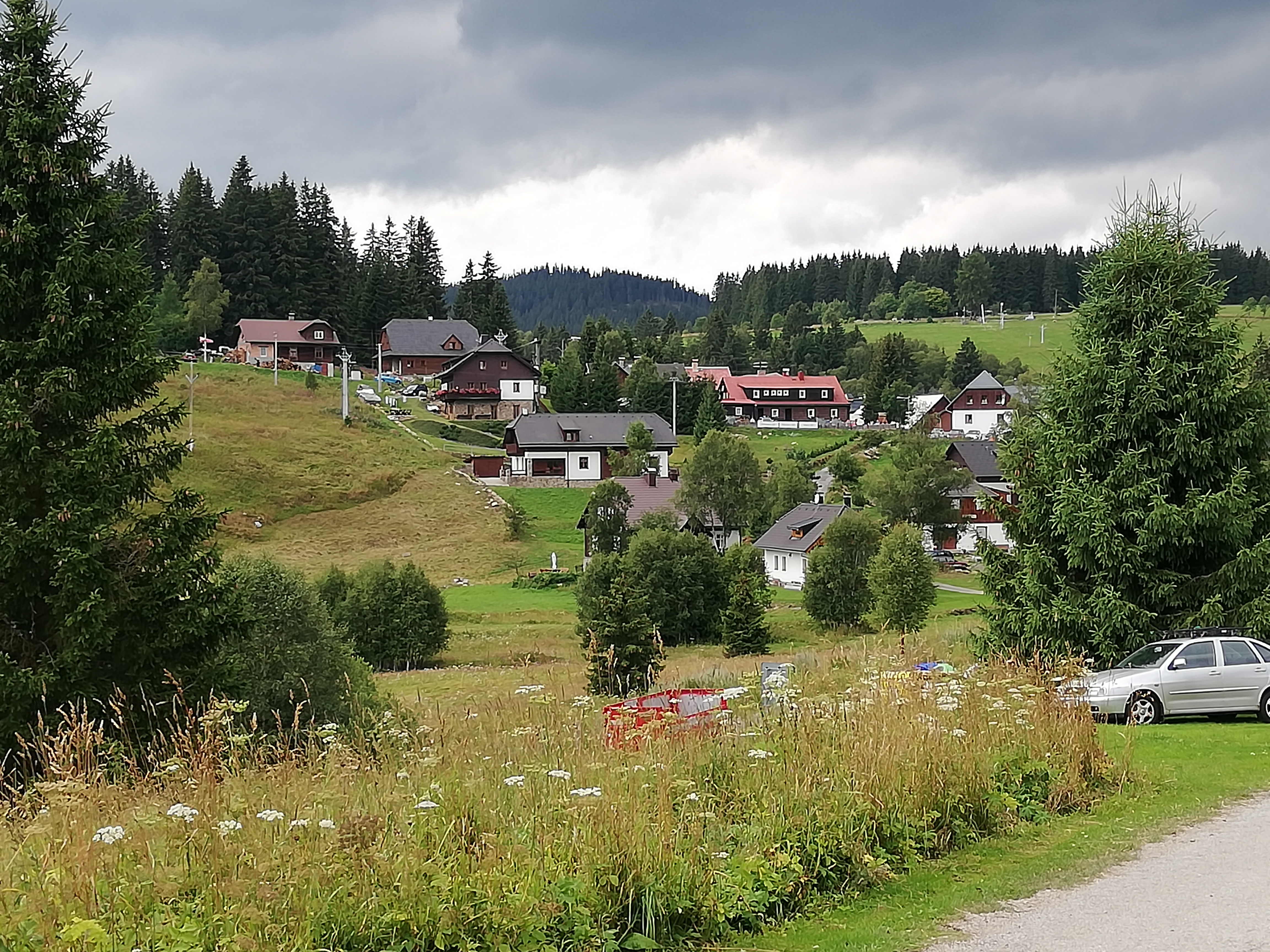
Kvilda – Hamerské Domky

## Společnost

### Školství
- Lyžařská škola

### Kultura a turismus
Stálá expozice historie Kvildy a Bučiny

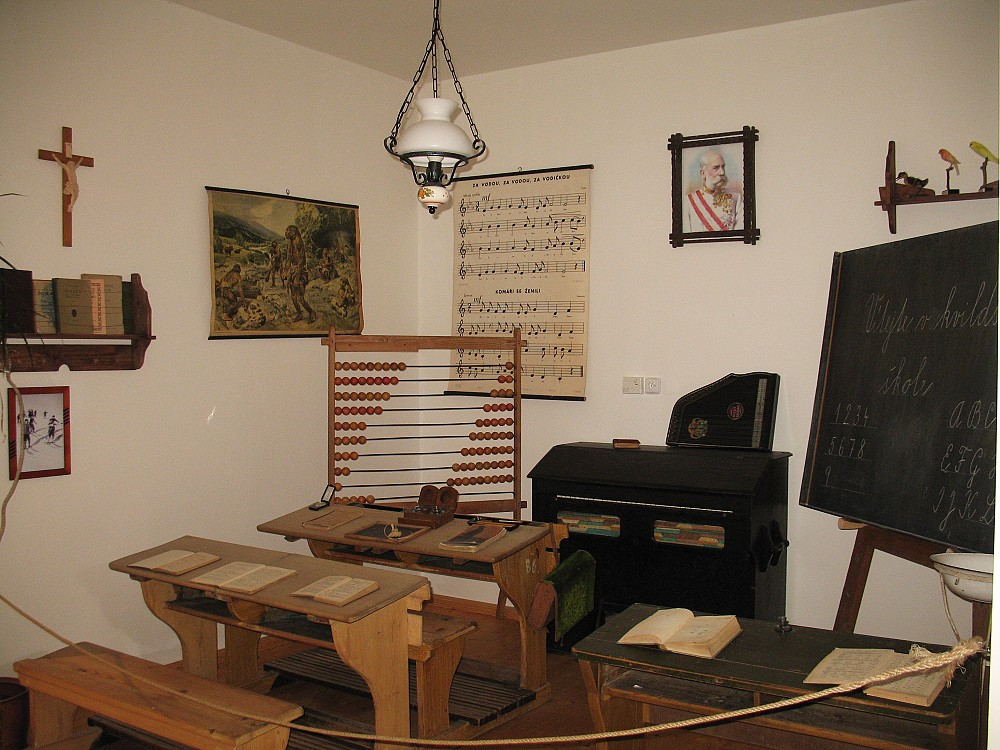
Součástí expozice kvildského muzea je i motiv historické podoby místní školy.

V prvním poschodí budovy obecního úřadu, v prostorách někdejší školy v centru Kvildy, je umístěno malé místní muzeum, oficiálně pojmenované Stálá expozice historie Kvildy a Bučiny. Muzeum je přístupno ve stanovených hodinách celoročně.
Součástí expozice jsou jak dobové předměty, tak i velmi bohatá písemná a obrazová dokumentace, zahrnující historické katastrální mapy, pohlednice, fotografie a kopie dalších dokumentů, jako je například listina ze 14. století nebo mapa Zlaté stezky z roku 1736.
Vystavené exponáty byly zapůjčeny z různých zdrojů – z regionálních muzeí v Kašperských Horách, Sušici, Vimperku či Netolicích, z okresních archívů v Prachaticích a Klatovech, z vlastivědné sbírky v bavorské obci Mauth a od soukromých osob. Výtvarné řešení expozice a instalace muzea realizovala výtvarnice Zuzana Jonová.
Infocentrum Národního parku Šumava
Hlavním tématem expozice kvildského informačního střediska Národního parku Šumava je horský les a život v něm. V prvním poschodí budovy se nachází přednáškový sál a knihovna, v níž je návštěvníkům k dispozici veřejný internet. Prostory jsou bezbariérové. V prostorách infocentra jsou nabízeny propagační a informační materiály. V době letní a zimní zvýšené návštěvnosti středisko pořádá speciální programy pro veřejnost, včetně vycházek do okolí.

#### Návštěvnické centrum Národního parku Šumava
Národní park Šumava má v Kvildě návštěvnické centrum, které je věnováno jelenovitým a rysovi ostrovidovi. U tohoto centra je rozsáhlé parkoviště. Venkovní součástí návštěvnického centra je jelení a rysí výběh. Je umožněn průchod jelením výběhem (rozloha cca 9 hektarů), a to jen s průvodcem. Mimo to je zde naučný okruh.

## Zajímavosti

### Rekordy šumavské obce
Šumavská Kvilda se může pochlubit několika českými rekordy. Jsou jimi nejvýše položená obec, nejstudenější místo v republice, nejdelší pramenící řeka v republice a unikátní strop společenského sálu, který byl zařazen i mezi rekordy světové. Do roku 2013 měla Kvilda také nejvyšší živý vánoční strom. K tomuto účelu sloužil 26,5 m vysoký smrk rostoucí u kostela svatého Štěpána, k jeho výzdobě se používalo více než 4 000 světelných LED diod a řetězy o celkové délce více než 400 m. V roce 2013 pak byl tento rekord připsán smrku v orlickoústeckém Mladkově. Smrk u kostela svatého Štěpána byl napaden kůrovcem, uschl a musel být koncem července 2019 skácen. V roce 2020 byla na místě smrku slavnostně odhalena dřevěná socha "Šumava", kterou z jeho cca 3 metry vysokého zbytku vyřezal výtvarník Jiří Nekola sochu.

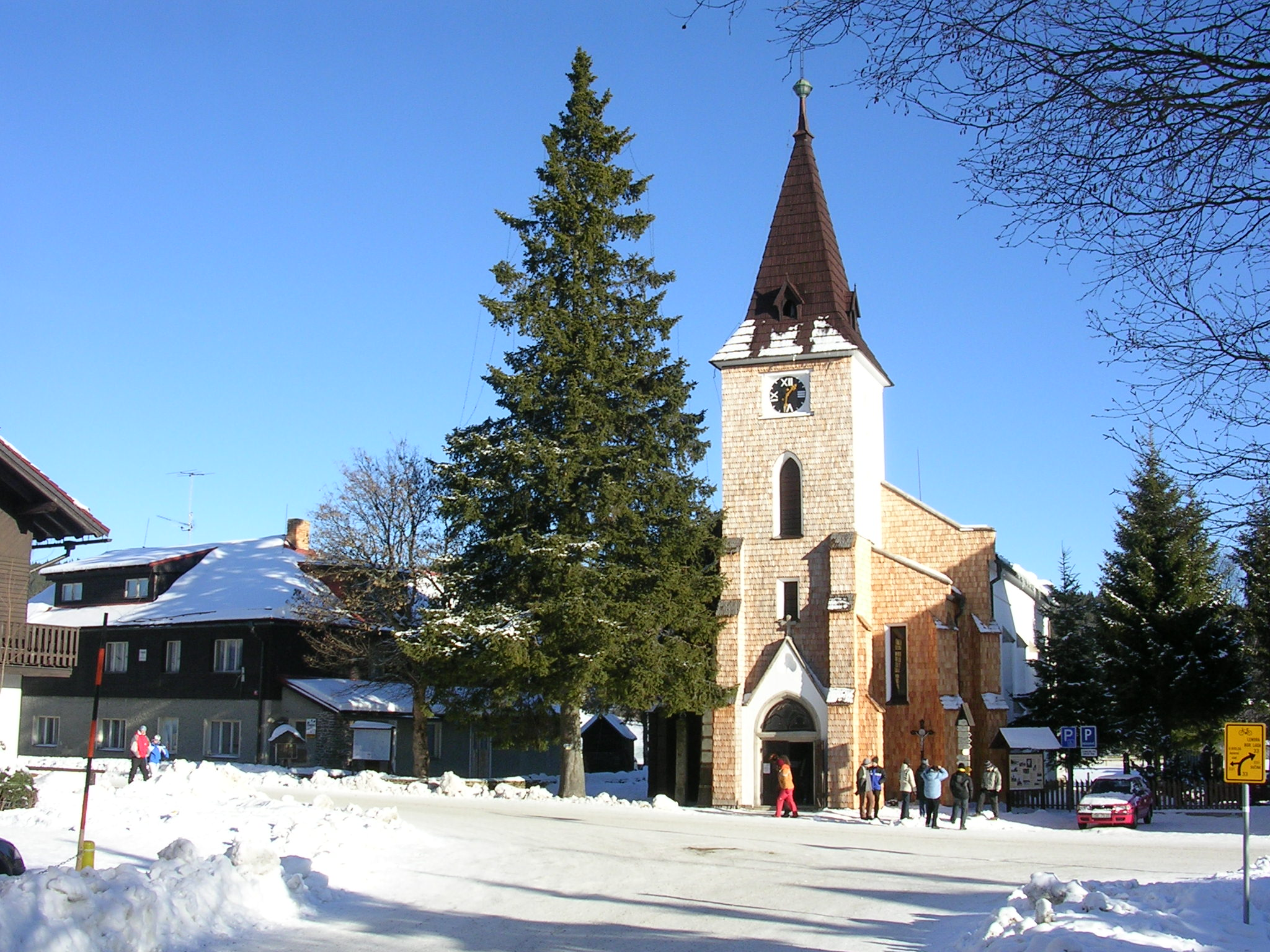
Vánoční strom u kostela sv. Štěpána
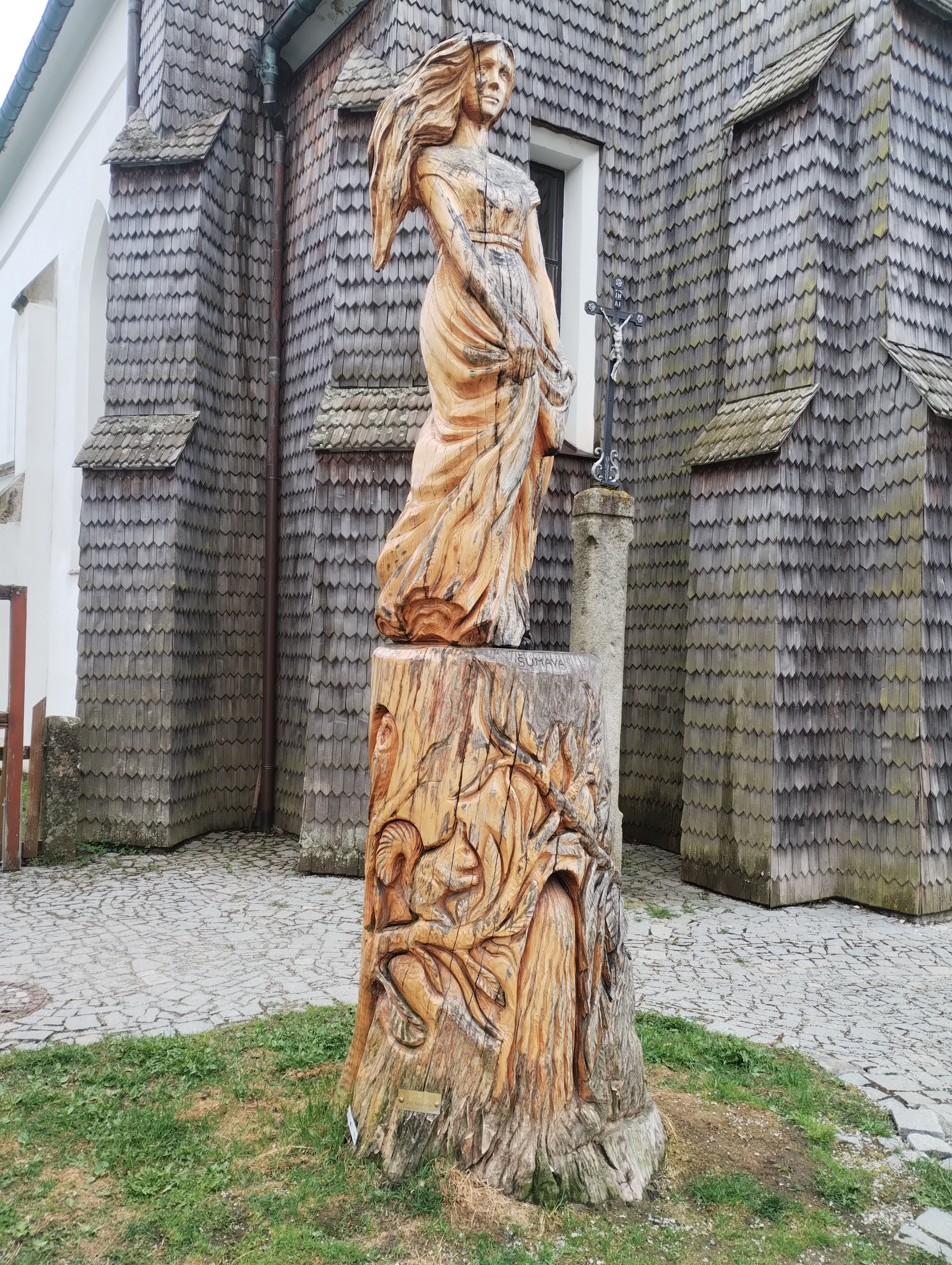
Socha "Šumava" před kostelem sv. Štěpána

### Kvildské lidové podmalby na skle
Koncem 18. století vznikla na Kvildě jedna z nejznámějších dílen na výrobu lidových podmaleb na skle. Zakladateli byli tři malíři původem z Raimundsreutu – bratři Johann a Bernhard Peterhanslovi a Kaspar Hilgart z Kreuzbergu. Postupně se tvorba na Kvildě začala odlišovat od Raimundsreutských obrázků. Pro kvildské práce jsou typickým rozlišovacím znakem hnědo-červené kontury tělových partií zobrazovaných postav.

### Podzemní továrna stíhaček Messerschmitt
Na místě bývalé sklárny a papírny zřídili nacisté za druhé světové války v části obce Františkov továrnu na výrobu stíhacích letounů Messerschmitt ME-262. Její zbytky byly zlikvidovány komunisty v 50. letech 20. století. Dodnes jsou zde patrné stopy po budově a v podzemí se nachází chodby, které jsou však nepřístupné.

### Film Král Šumavy
V roce 1959 režisér Karel Kachyňa se svým štábem natočil v reálném prostředí pohraniční obce Kvilda a jejího širšího okolí film Král Šumavy, v němž je v rámci dobově poplatné ideologie vylíčena zdejší situace krátce po skončení druhé světové války. Nejdramatičtější scény filmu, odehrávající se u bývalého mlýna a v prostoru močálu, však byly natočeny u říčky Křemelné v zaniklé osadě Šerlův dvůr v okrese Klatovy.

Kvilda na dobových fotografiích (kolem roku 1930) zveřejněných na informačních tabulích
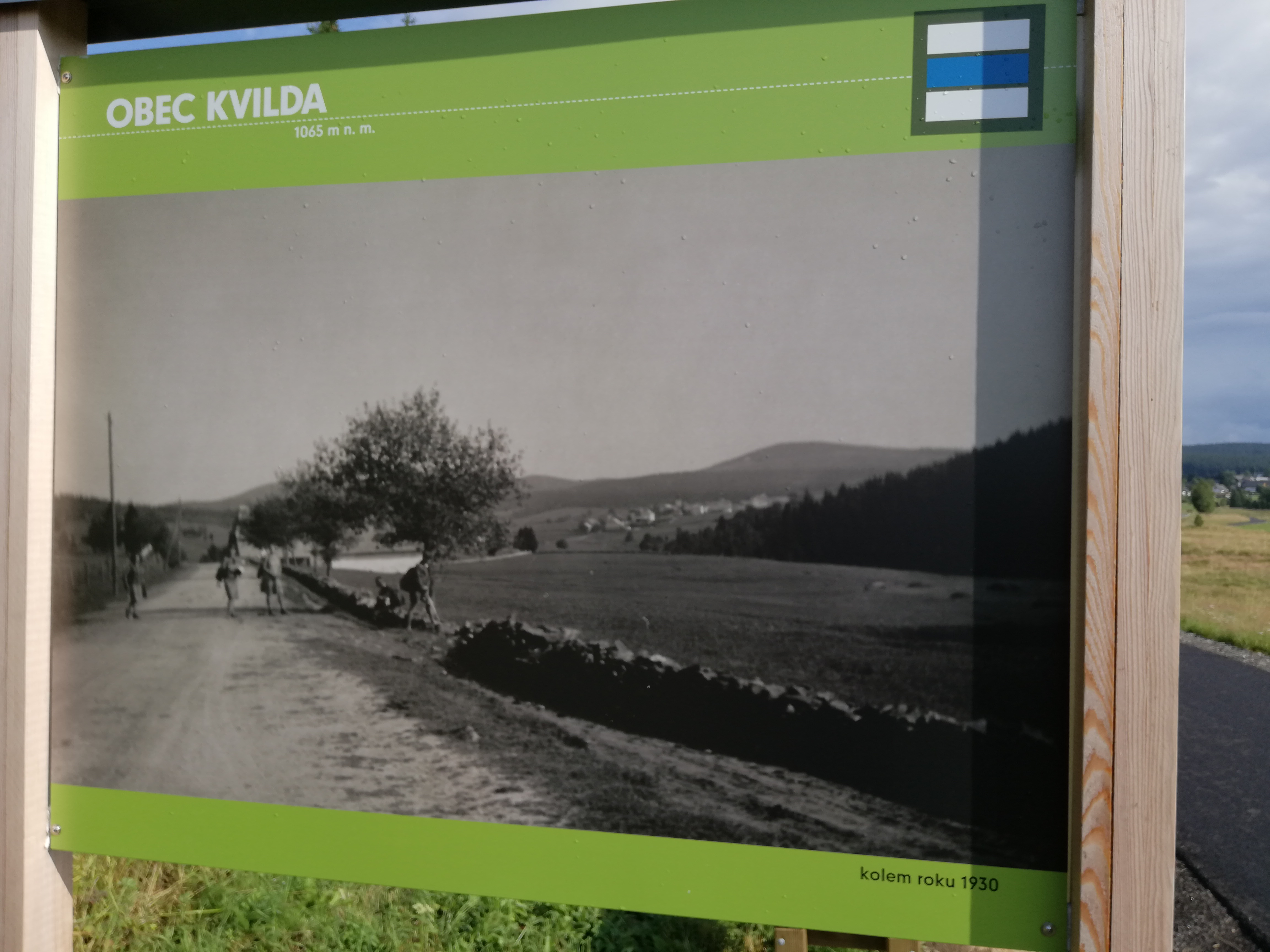
Pohled na severní část obce (větší vzdálenost)
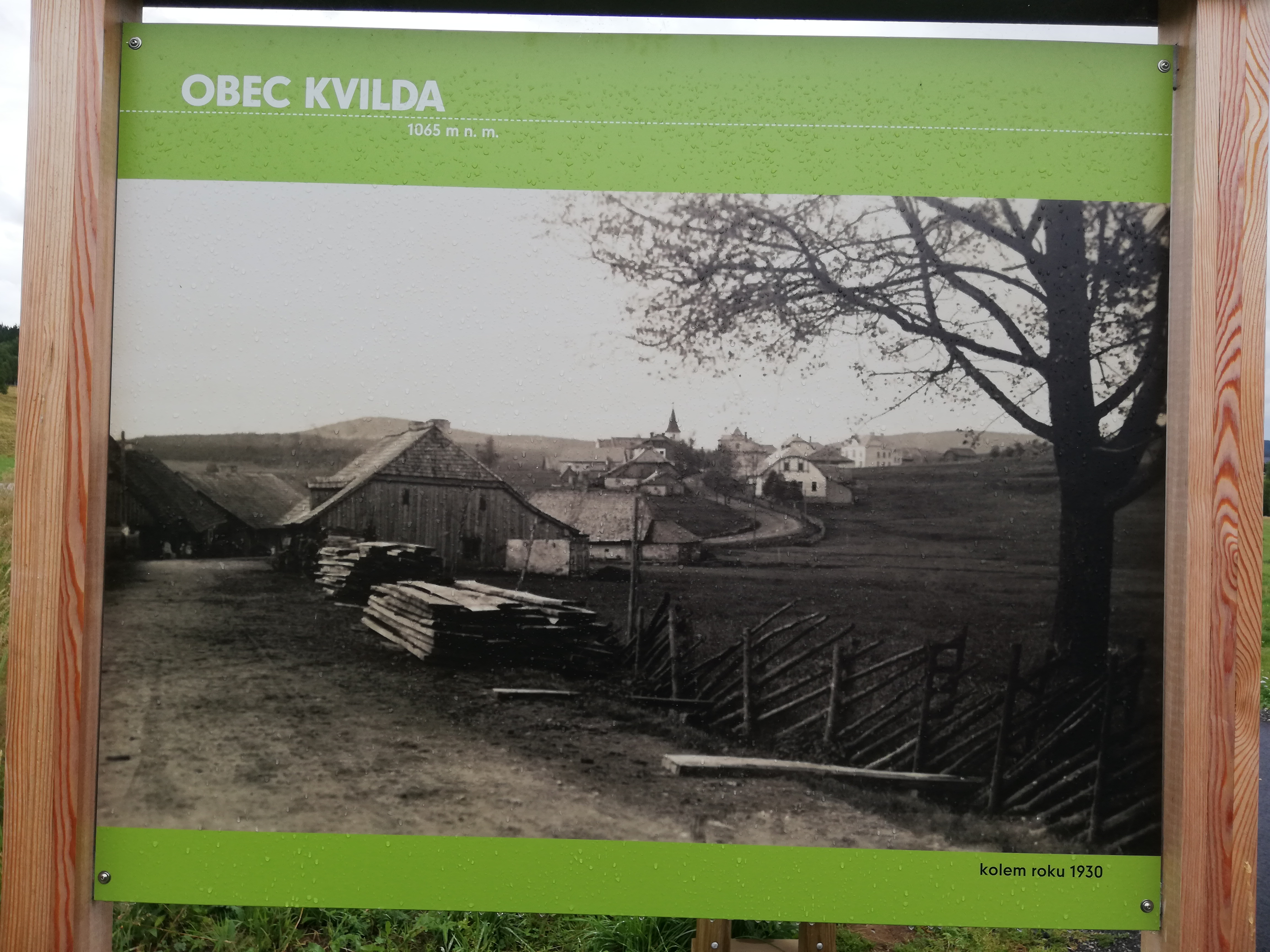
Pohled na severní část obce (bližší vzdálenost)
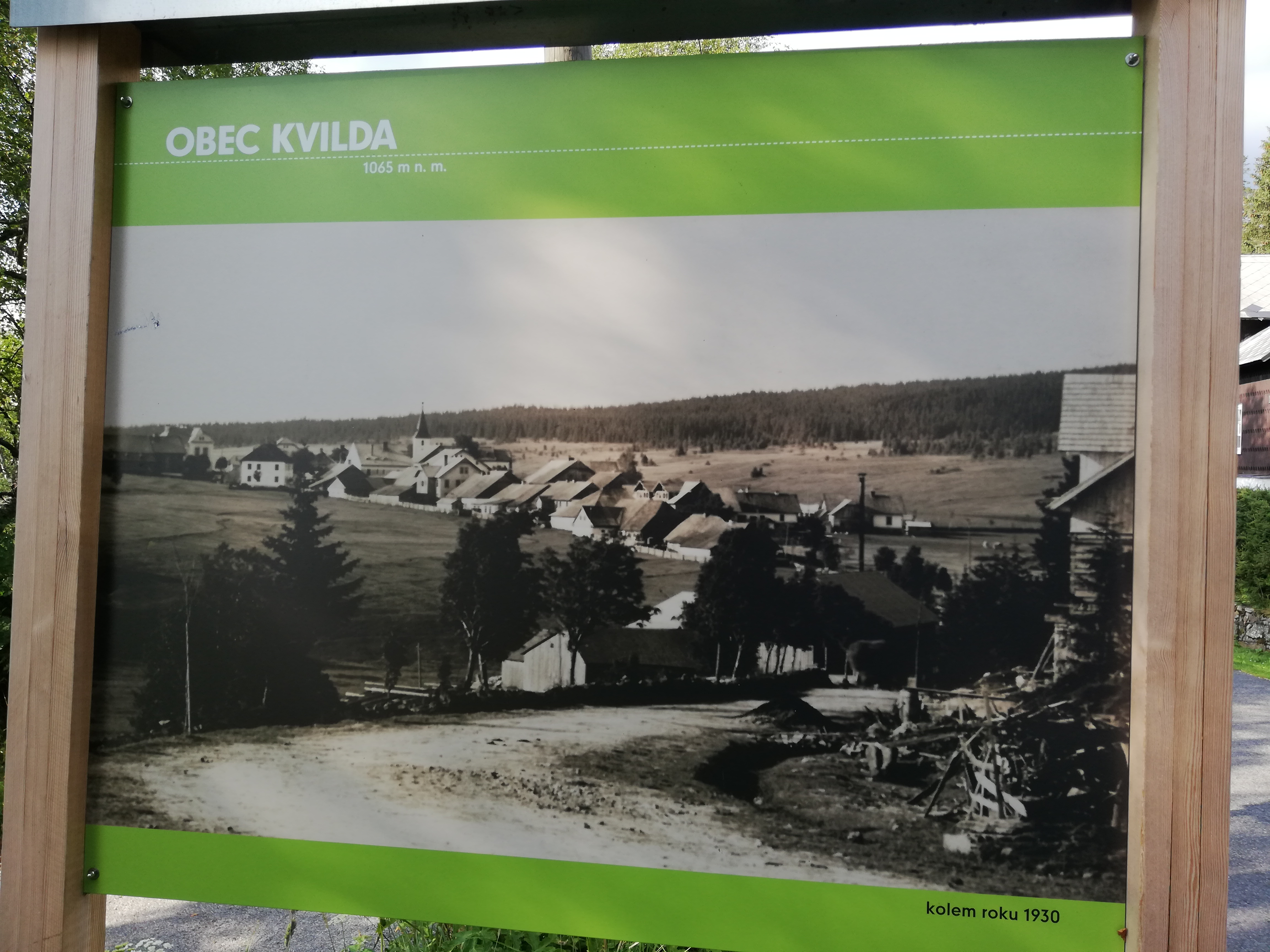
Pohled na jižní část obce

Kvilda na dobových fotografiích
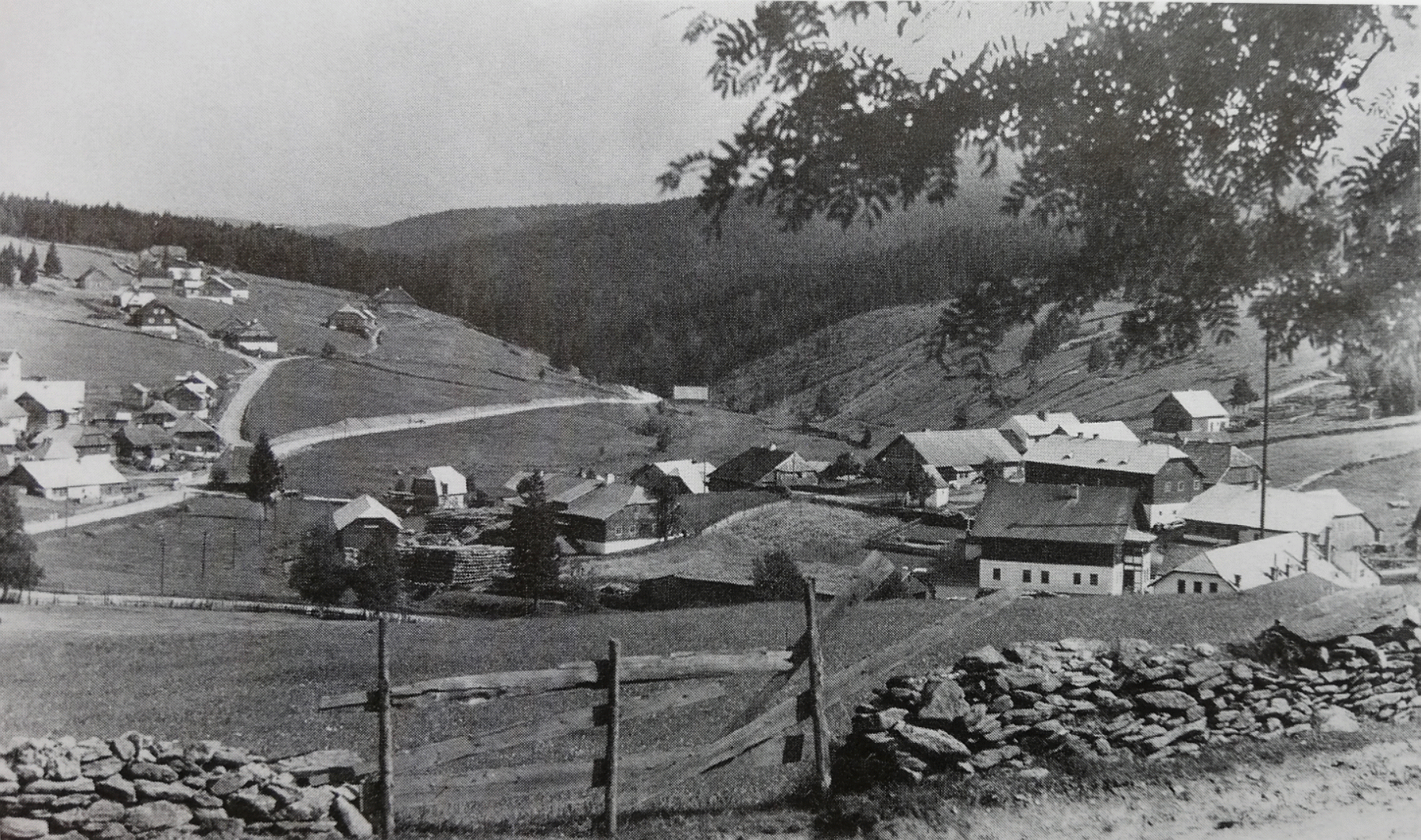
Strunzova pila (mezi léty 1930 až 1945)
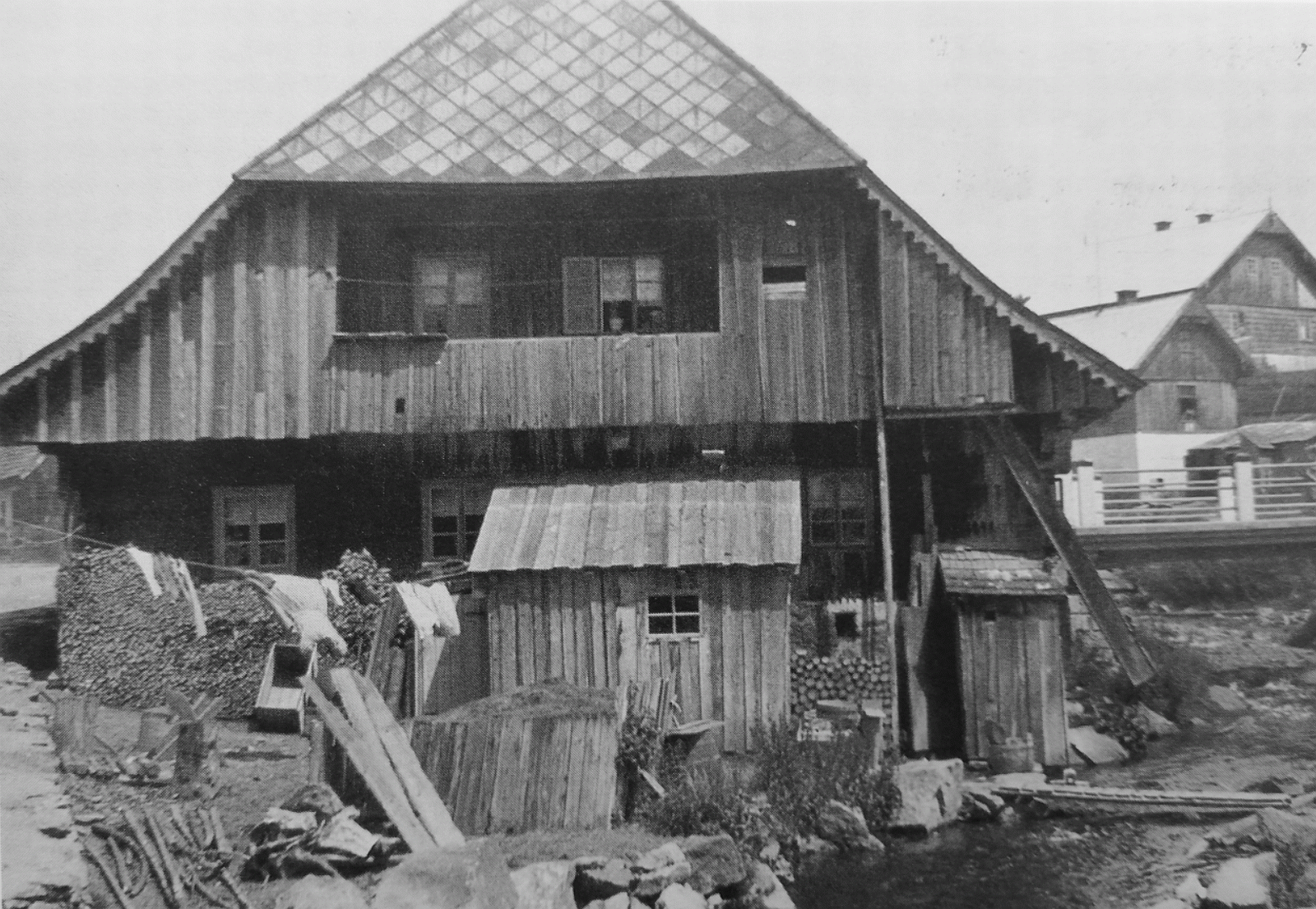
Horský dům s polovalbovou střechou(mezi léty 1930 až 1945)
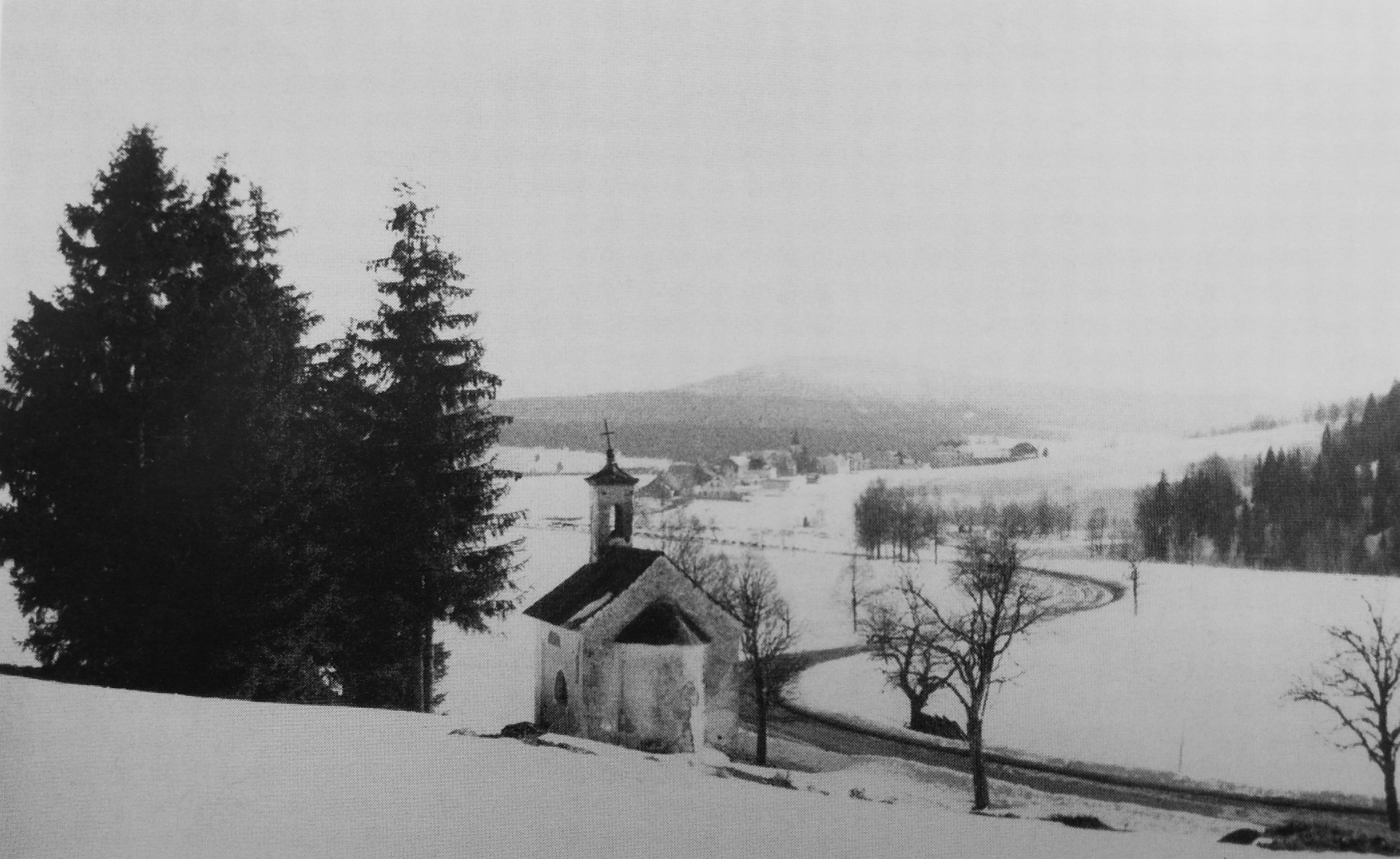
Kaple svatého Štěpána (Mariánská, Trömlova) (kolem roku 1930)